# Paul Troger

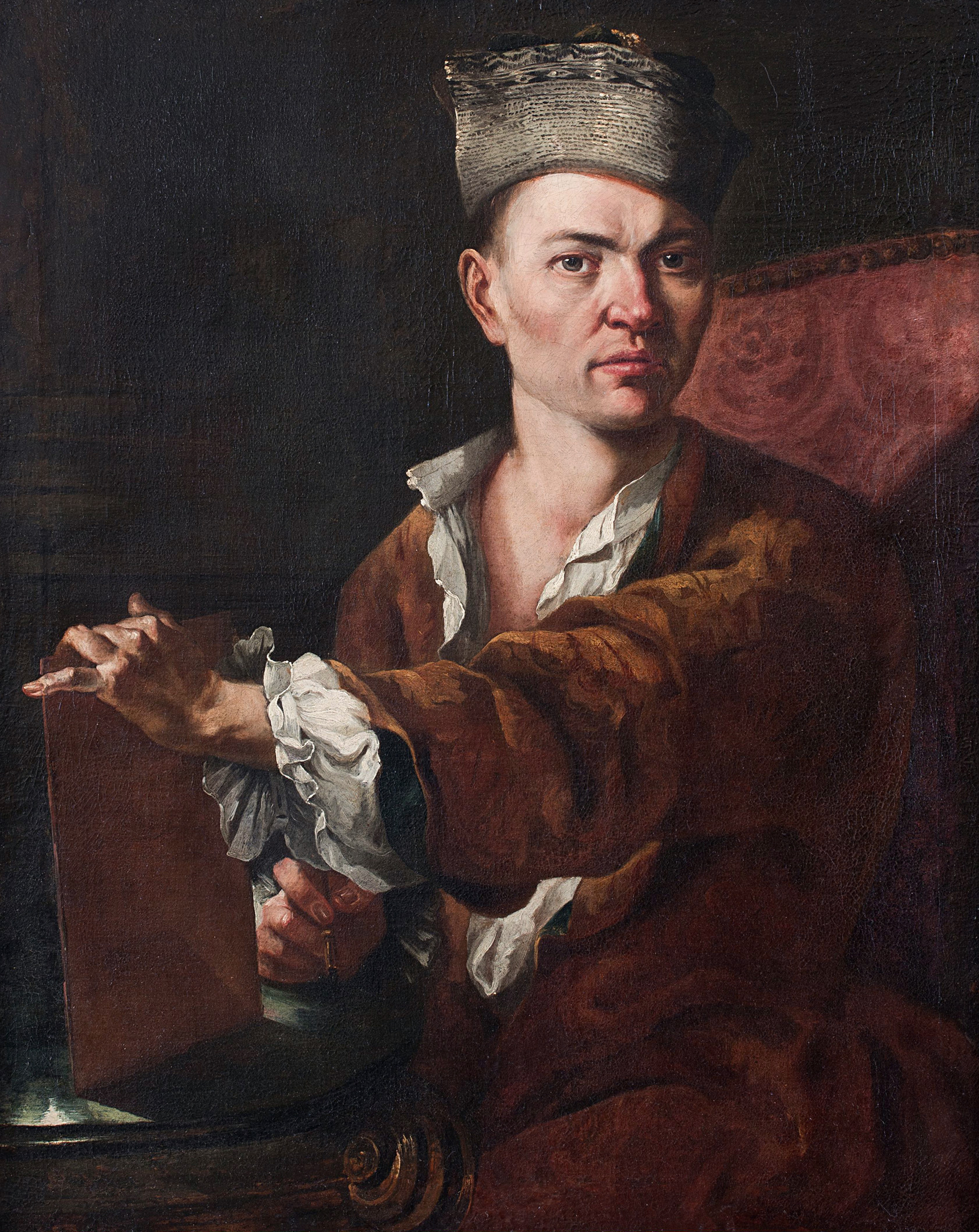
Paul Troger, Selbstporträt

Paul Troger (* 30. Oktober 1698 in Welsberg, Pustertal, Südtirol; † 20. Juli 1762 in Wien) war einer der bedeutendsten österreichischen Maler des Barock.

## Leben
Der Bischof von Gurk, Jakob Maximilian von Thun und Hohenstein, ermöglichte ihm um 1720 eine längere Studienreise nach Italien, wo er unter anderem bei Giambattista Piazzetta in Venedig und Francesco Solimena in Neapel studierte.
1727/28 schuf er sein erstes Hauptwerk, das Hochaltarbild und das Kuppelfresko der Kajetanerkirche in Salzburg. Anschließend ließ er sich in Wien nieder, wo die Malerei jedoch von Johann Michael Rottmayr und Daniel Gran dominiert wurde, so dass er nach Niederösterreich auswich.

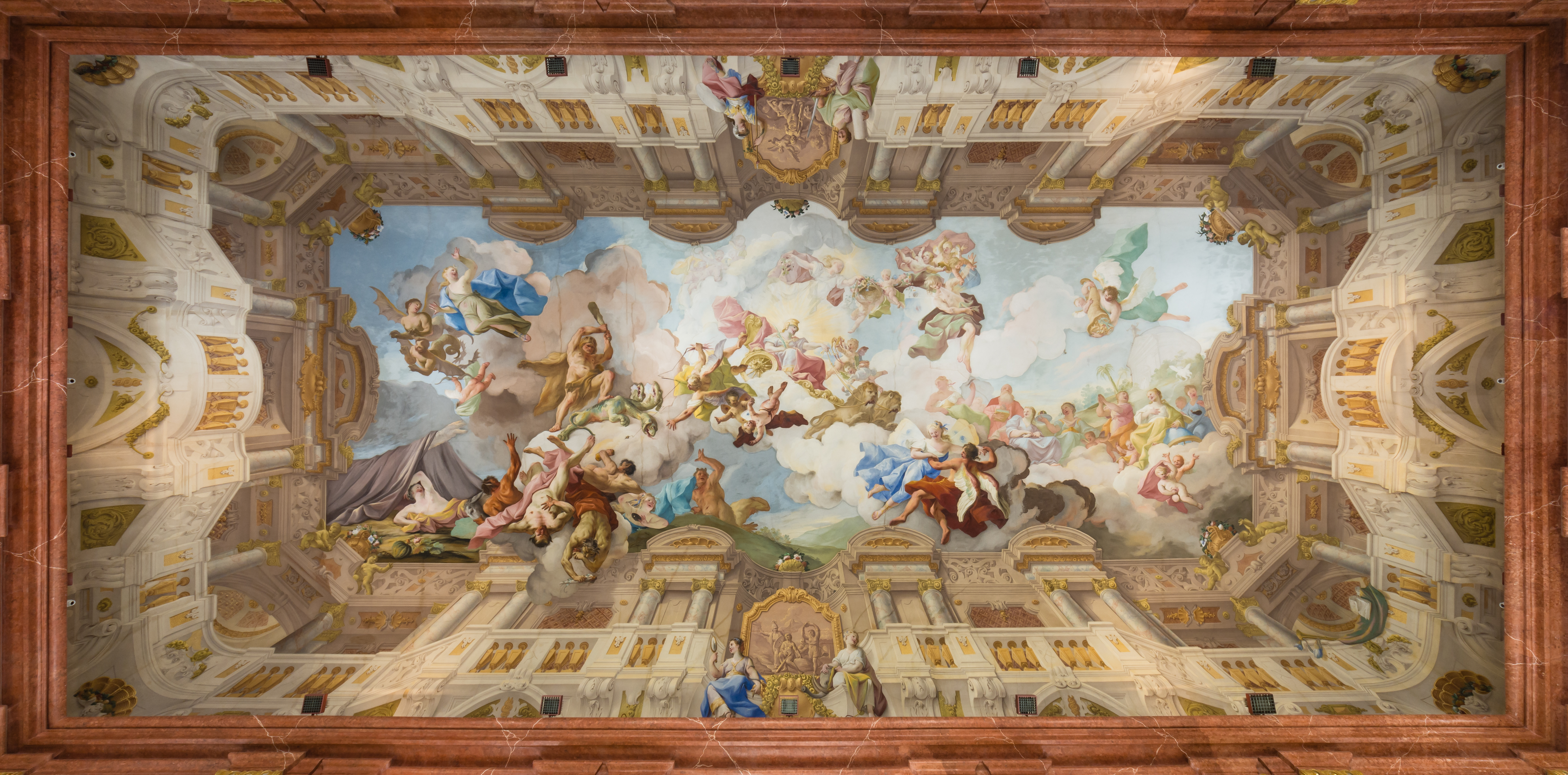
Marmorsaal in Stift Melk (1731)

Überregionale Berühmtheit erlangte Troger mit dem 1731 entstandenen „Triumph der Pallas Athene und Sieg über die finsteren Mächte“ an der Decke des Marmorsaals im Stift Melk. Zur Rechten der Göttin auf dem von Löwen gezogenen Triumphwagen sind Aurora, Zephir und christliche Tugenden versammelt, während links Sturz der Laster, Sieg des Herkules über Zerberus und Entweichen der Nacht dynamische Gruppen bilden. Trogers Formen zeigen sich stark beeinflusst von Andrea Pozzo, über einer gemalten Scheinarchitektur schweben die Figuren in einer himmlischen Zone, wobei „Licht-Farben-Symbolik und das sich daraus ergebende Kompositionsschema“ eine „neue und wohl die bedeutendste Variante im österreichischen Illusionismus“ darstellen. Räumlichkeit entsteht nicht nur durch Verkürzungen mancher Figuren und die Überschneidung des Lastersturzes mit der Scheinarchitektur, sondern auch durch Kontraste der Helligkeit und Atmosphäre. Als kompositorische Schemata durchdringen einander Raute, Dreieck und Diagonale, die „bestechende Klarheit“ der Anlage ist mit zeitgleichen Werken von Daniel Gran vergleichbar.

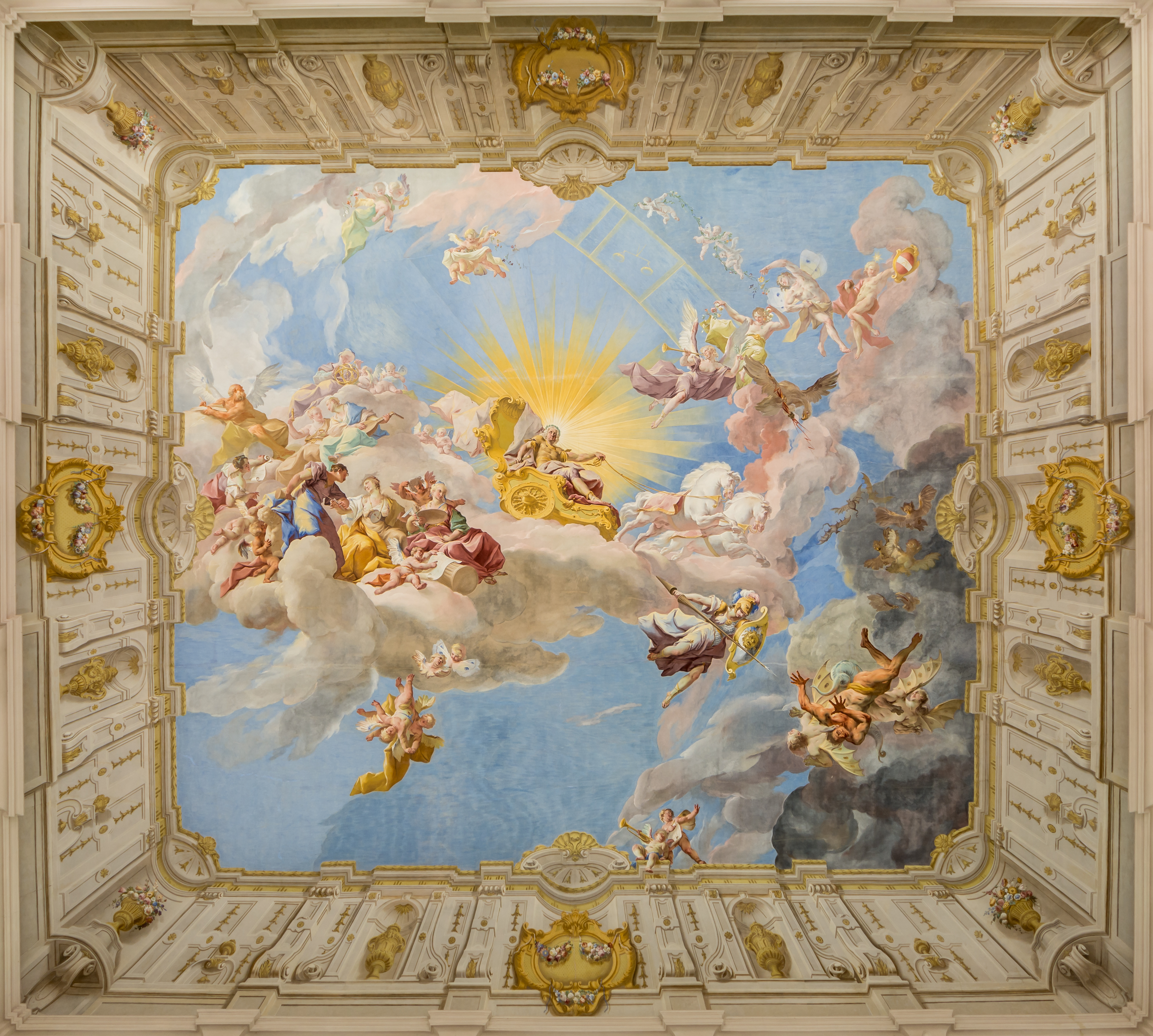
Kaiserstiege in Stift Göttweig: Apotheose Kaiser Karls VI. (1739)

In den Klöstern Niederösterreichs schuf er den größten Teil seiner Fresken, wobei er zusammen mit seinen Tiroler Landsleuten wie dem Architekten Joseph Munggenast und dem Maler Johann Jakob Zeiller tätig war.
Sein letztes großes Werk sind die Deckenfresken des Brixner Domes, die in einem expressiven, zukunftsweisenden Stil gemalt sind (1748/50). In seinen letzten Lebensjahren schuf er nur noch Staffeleibilder.
Paul Troger war der mit Abstand bedeutendste Lehrer unter den österreichischen Malern des 18. Jahrhunderts. Zu seinen Schülern zählen neben Johann Jakob Zeiller die Tiroler Martin Knoller, Franz Anton Leitenstorffer, Pietro Antonio Lorenzoni, Josef Ignaz Mildorfer und Franz Zoller, die Böhmen Johann Baptist Wenzel Bergl und Franz Xaver Wagenschön sowie die Wiener Stephan Dorfmeister und Josef Hauzinger.
In den Jahren von 1754 bis 1757 war Troger Rektor der Wiener Akademie der bildenden Künste.
Licht und Farbe wurden bei Troger gezielt für allegorische Zwecke eingesetzt, fast immer gibt es eine „helle“ und eine „dunkle“ Seite in seinen Bildern. Oft sind es auch die allegorischen Figuren, die als „Lichtquelle“ fungieren, was auch perspektivische Probleme aufwirft. Gegenüber dem klassisch orientierten Gran ist bei Troger eine Steigerung des Expressiven zu bemerken, das sich bei seinem Nachfolger Franz Anton Maulbertsch noch verstärkte. Oskar Kokoschka stellte sich bewusst in die Traditionslinie von Troger-Maulbertsch.
Im Jahr 1894 wurde in Wien-Penzing (14. Bezirk) die Trogergasse nach ihm benannt.
Sein Grab befindet sich in der Schottenkirche (Wien).

## Werke
Deckenfresken:
- Kajetanerkirche: Kuppelfresko Himmlische Glorie des Hl. Kajetan, 1728
- Stift Melk: Deckenfresken in Marmorsaal und Bibliothek, 1731/32; im Empfangssaal der Prälatur, 1739 (nicht öffentlich zugänglich); im Kolomanisaal mit der Darstellung der Geschichte von Stift Melk, 1745 (im Rahmen von Konzerten zugänglich)
- Stift Zwettl: Deckenfresken der Bibliothek mit Themen zur klösterlichen Bildung, 1733
- Stift Altenburg: Kuppelfresko der Stiftskirche: eine Interpretation der Apokalypse des Johannes, die zu den bedeutendsten Barockfresken Mitteleuropas gehört, 1733
- Stift Seitenstetten: Deckenfresko des Marmorsaals, 1735
- Stift Geras: Deckenfresko des Marmorsaals (ehemaliges Sommerrefektorium): Wunderbare Brotvermehrung, 1738
- Stift Göttweig: Deckenfresko der Kaiserstiege: Apotheose Karls VI., der als  Sonnengott Apoll dargestellt ist, 1739
- Stift Seitenstetten: Deckenfresko der Bibliothek, 1741
- Stift Altenburg: Bibliothek: drei Kuppelfresken mit allegorischen Personifikationen und szenischen Exempla; auf dem mittleren Fresko die Personifikation der göttlichen Weisheit und die Szene des Besuchs der Königin von Saba bei König Salomon, 1742
- Brixner Dom: Freskenzyklus bestehend aus der Anbetung des Lammes (nach der Offenbarung des Johannes) im Langhaus, dem Engelskonzert über der Orgel, der Aufnahme Mariens in den Himmel im Presbyterium über dem Hochaltar, sowie dem Heiligen Kassian als Lehrer und als Glaubensbote in den beiden Armen des Querschiffes. Ein weiteres Fresko, die Scheinkuppel in der Vierung, wurde 1895 zerstört. Diese Fresken sind die einzigen, die Troger in seiner Tiroler Heimat geschaffen hat. Sie entstanden 1748–50.
- Basilika Maria Dreieichen bei Horn: Hauptkuppelfresko, 1752

Bilder:
- Kajetanerkirche: Seitenaltarbild Hl. Cajetan als Tröster der Pestkranken, 1735
- Pfarrkirche Wulzeshofen: Hochaltarbild Taufe Christi, 1739
- Bürgerspitalkirche St. Blasius: Altarbild Anbetung der Hl. Drei Könige, 1746
- Rathaus Salzburg: Gerechtigkeitsbilder im Sitzungssaal, 1749

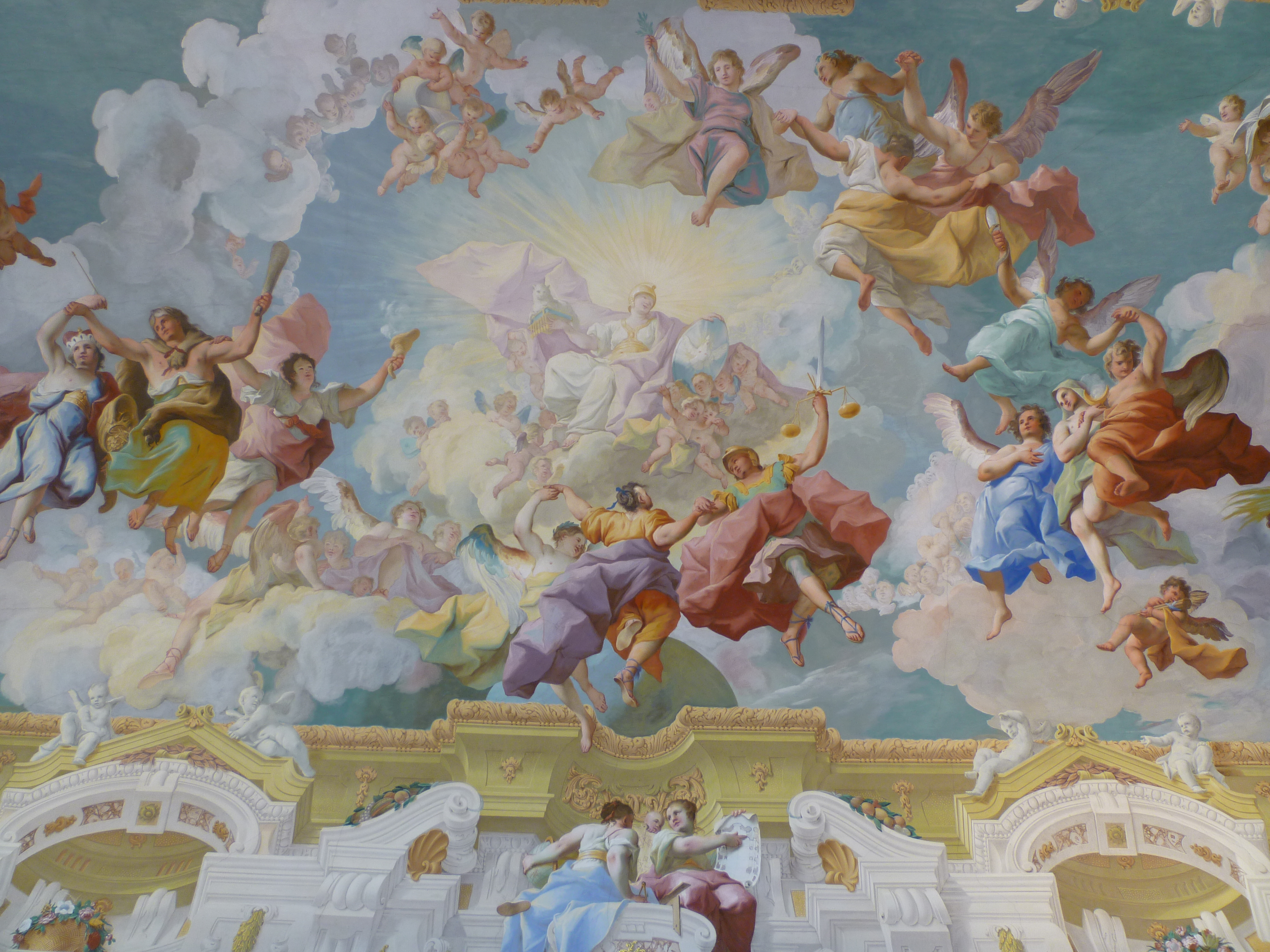
Bibliothek in Stift Melk (1731/32)
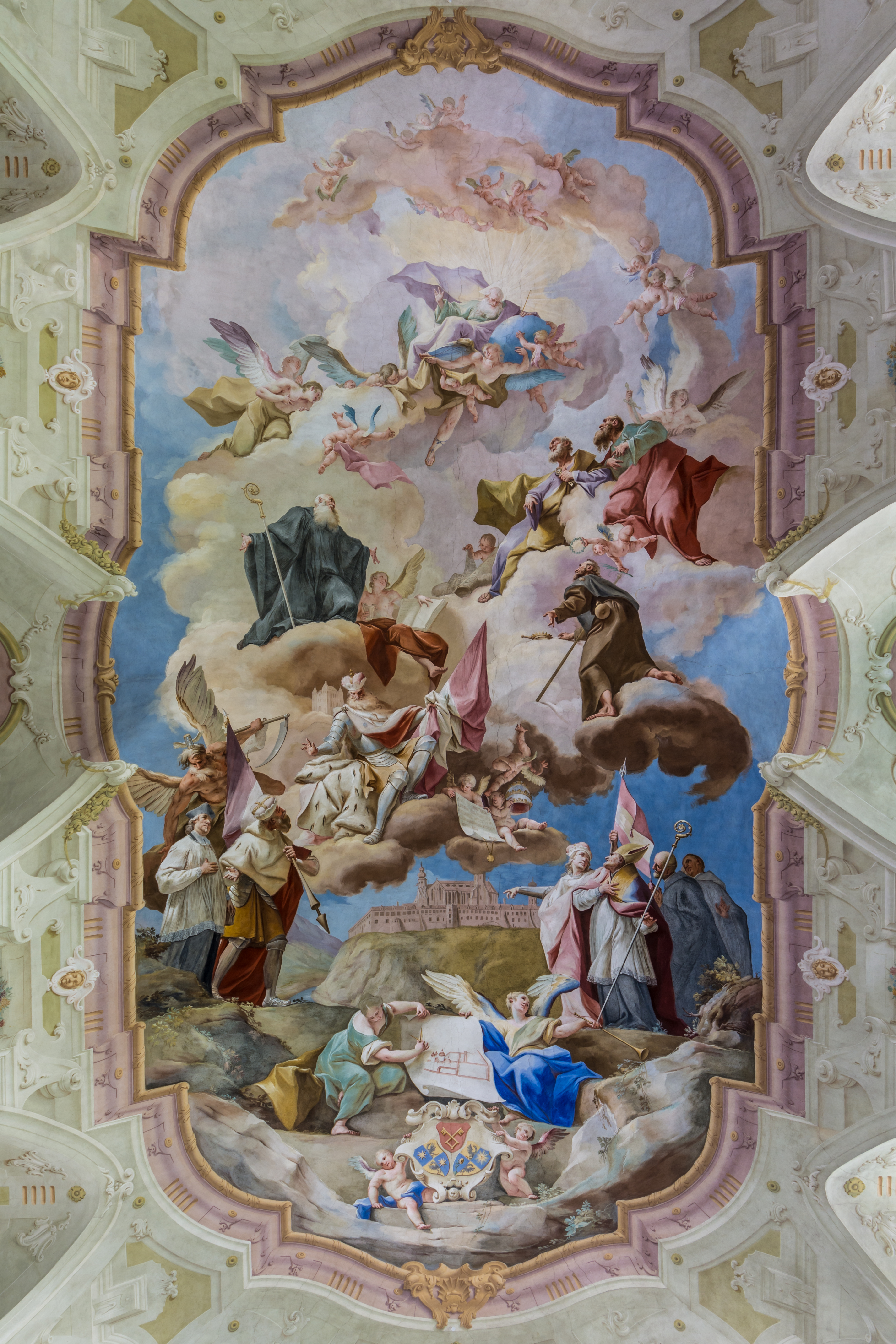
Kolomanisaal in Stift Melk (1745)
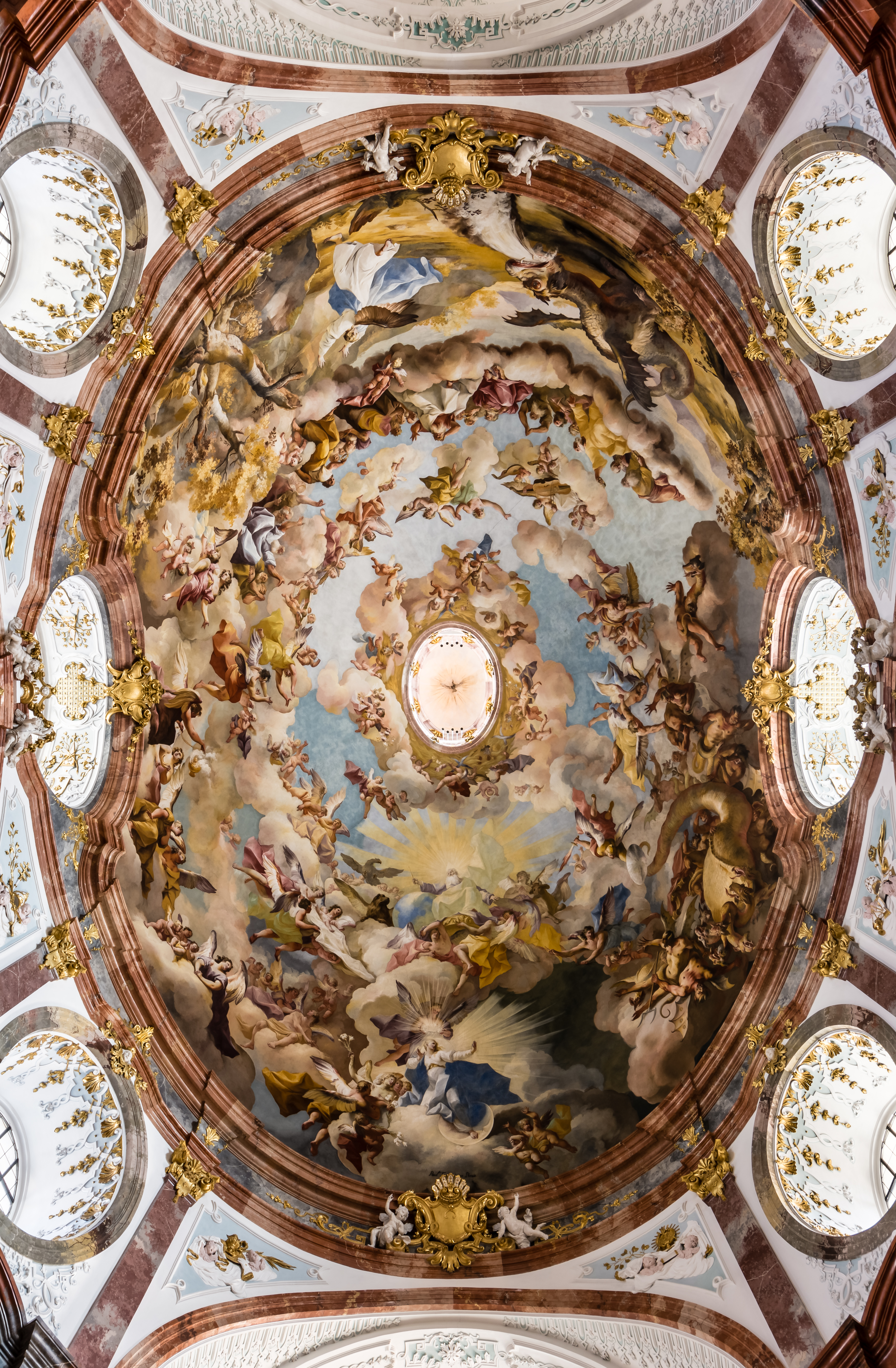
Stiftskirche Altenburg (1733)
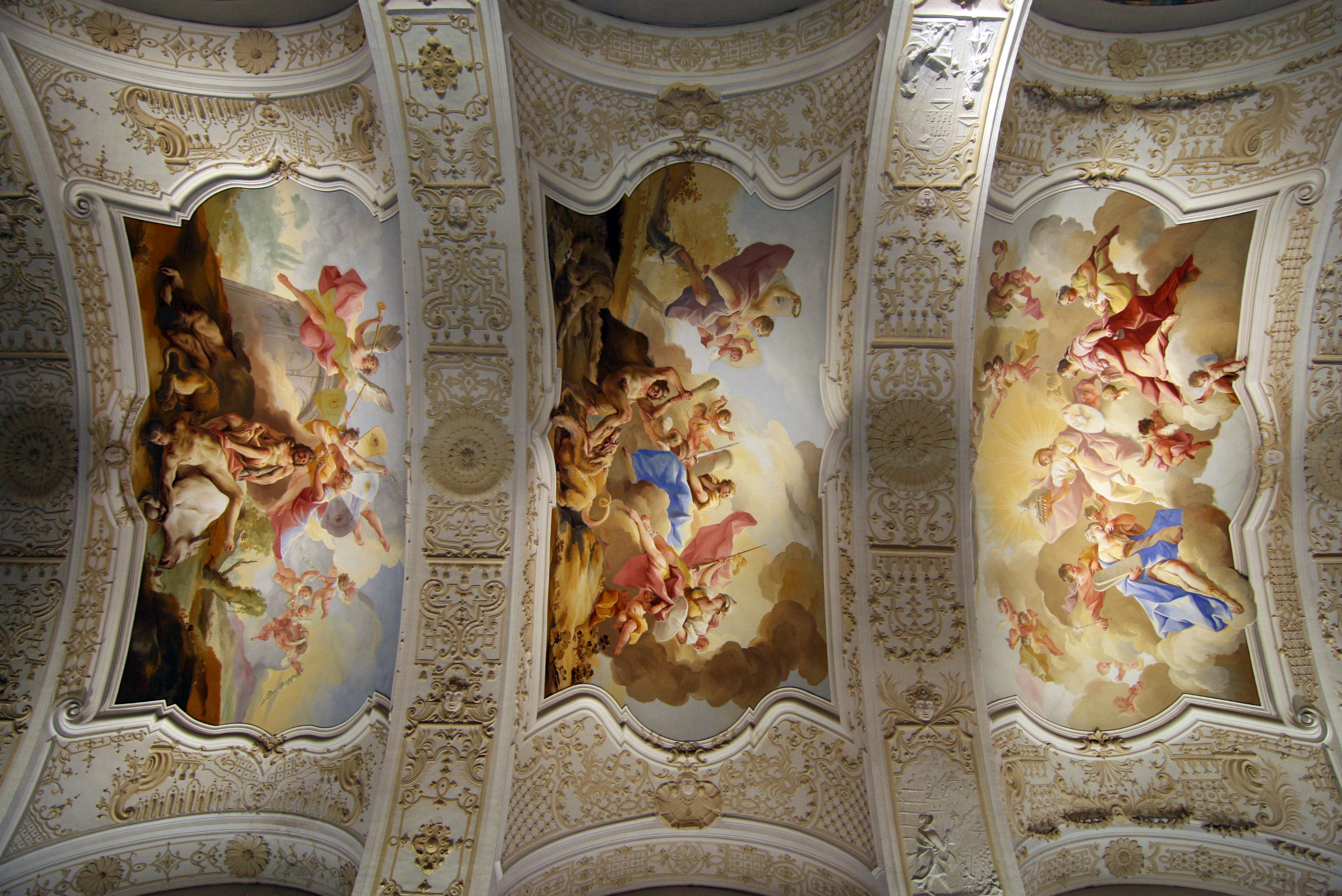
Bibliothek in Stift Zwettl (1733)
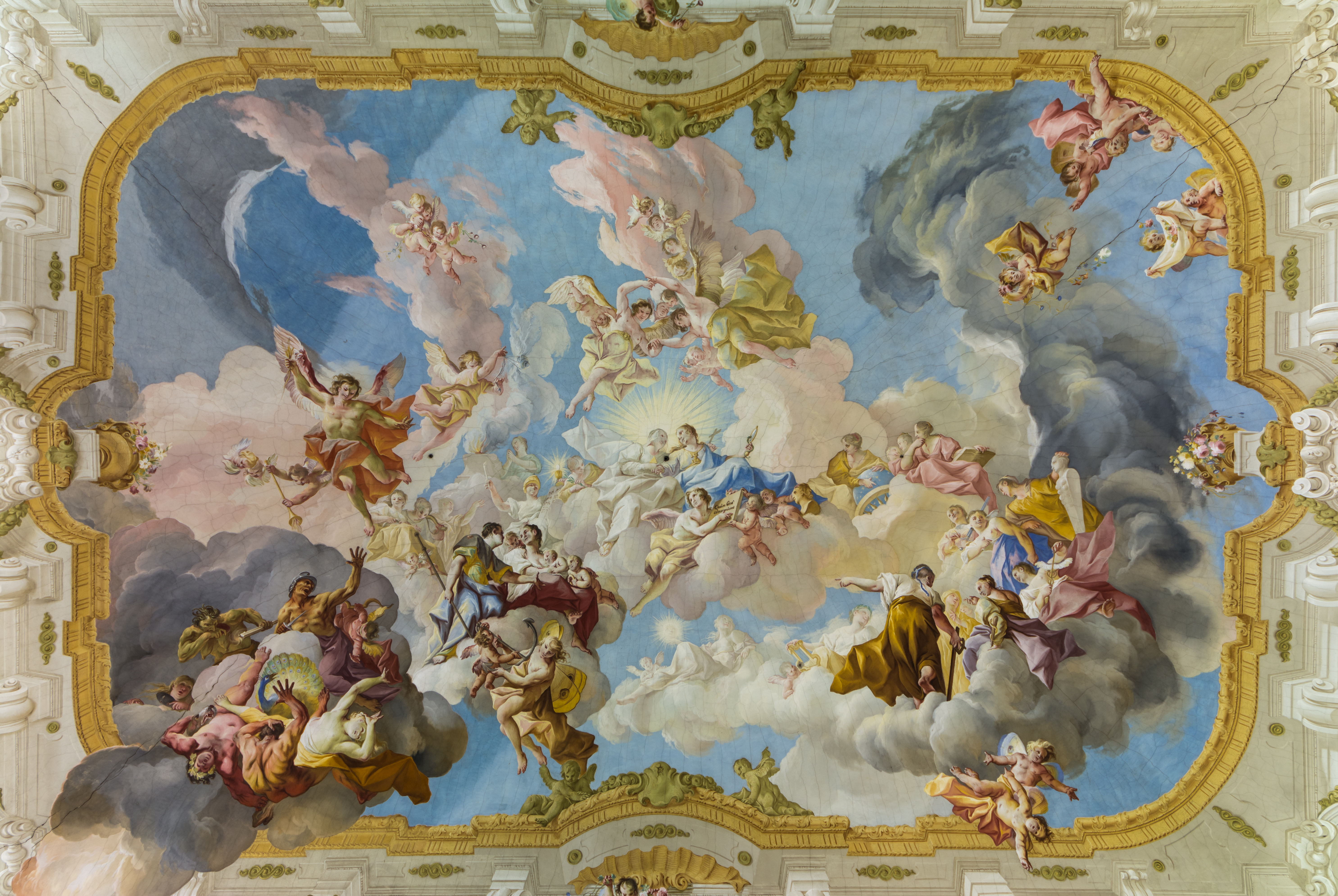
Marmorsaal in Stift Seitenstetten (1735)
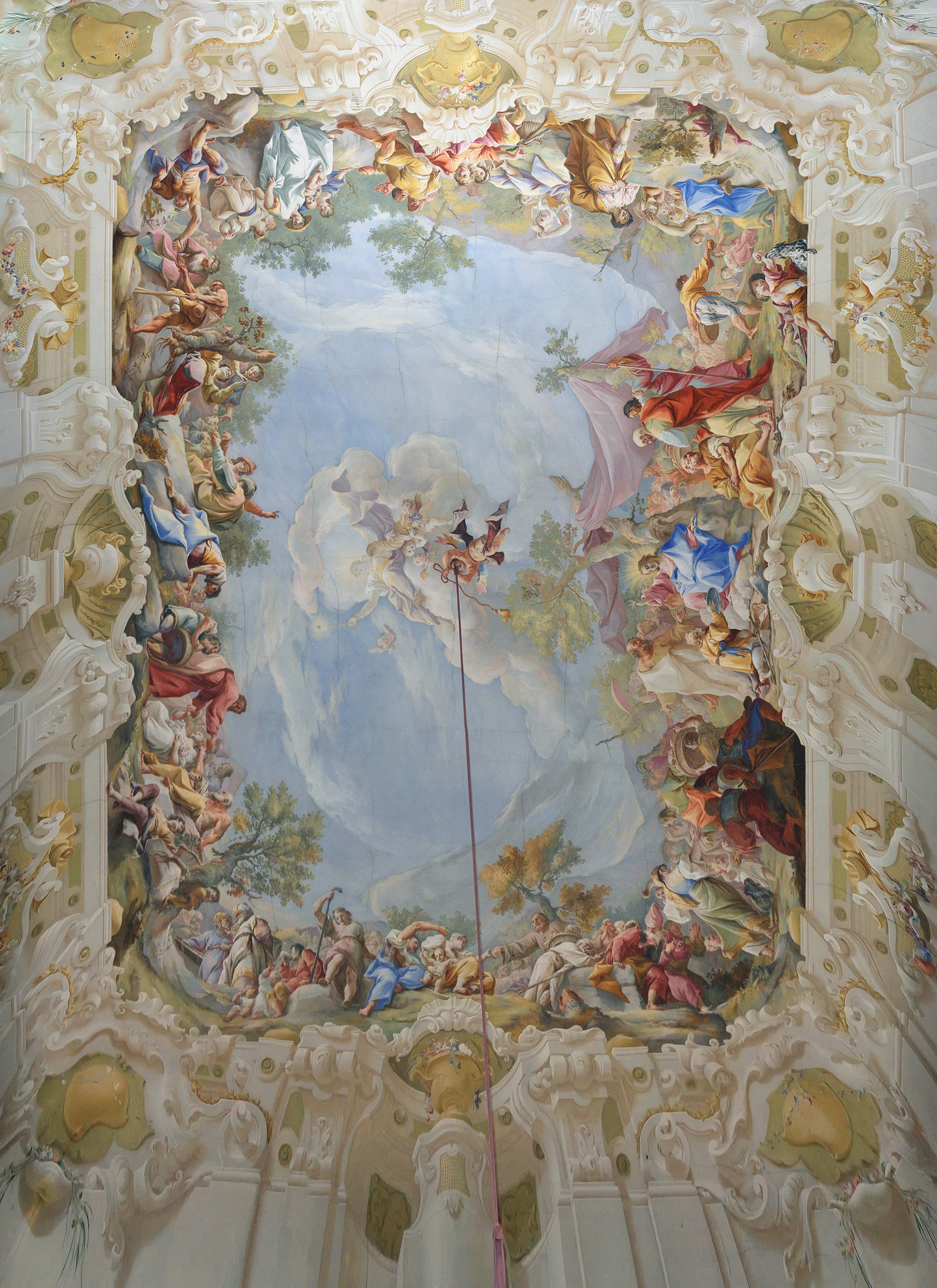
Marmorsaal in Stift Geras (1738)
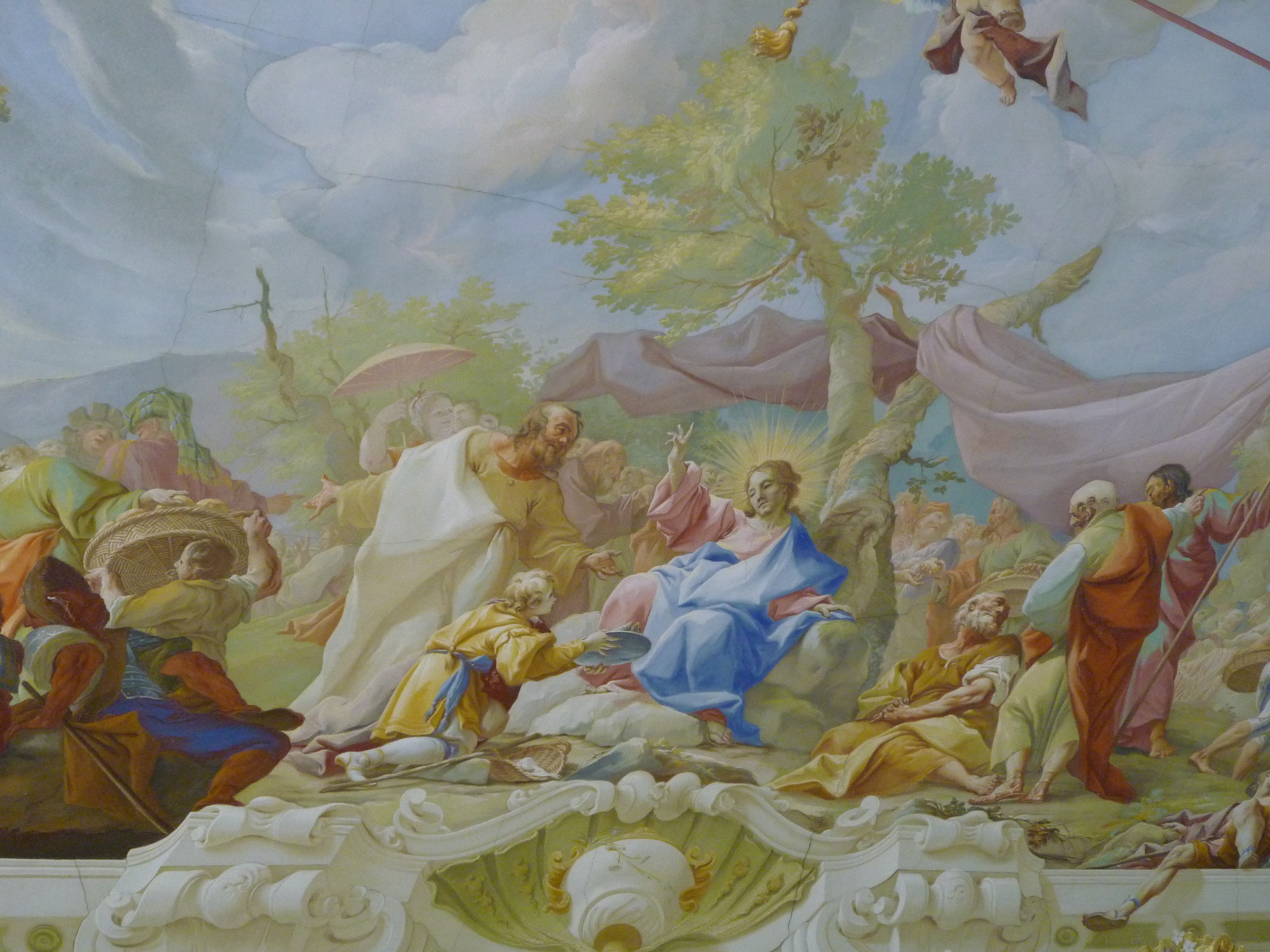
Marmorsaal in Stift Geras (1738)
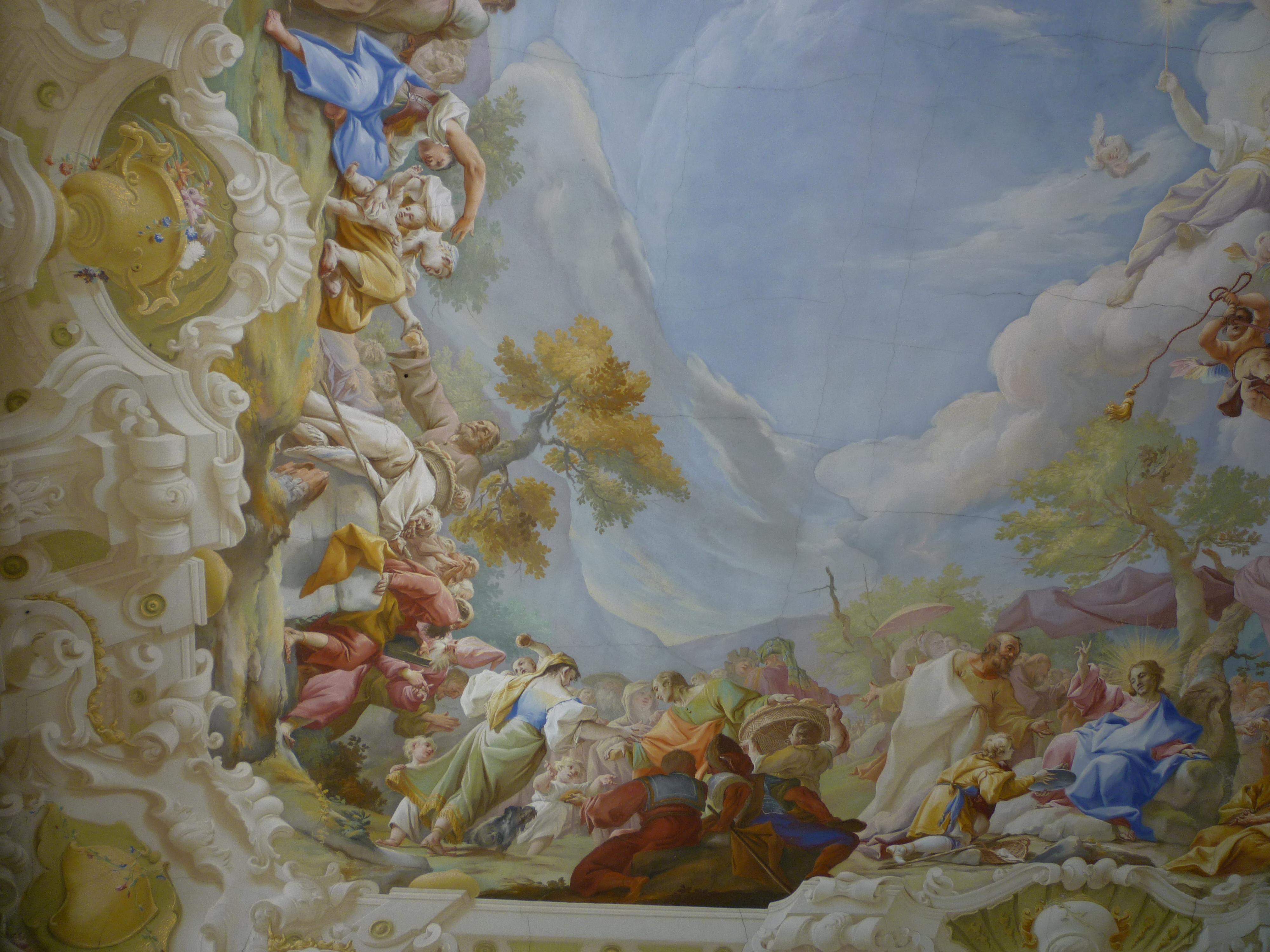
Marmorsaal in Stift Geras (1738)
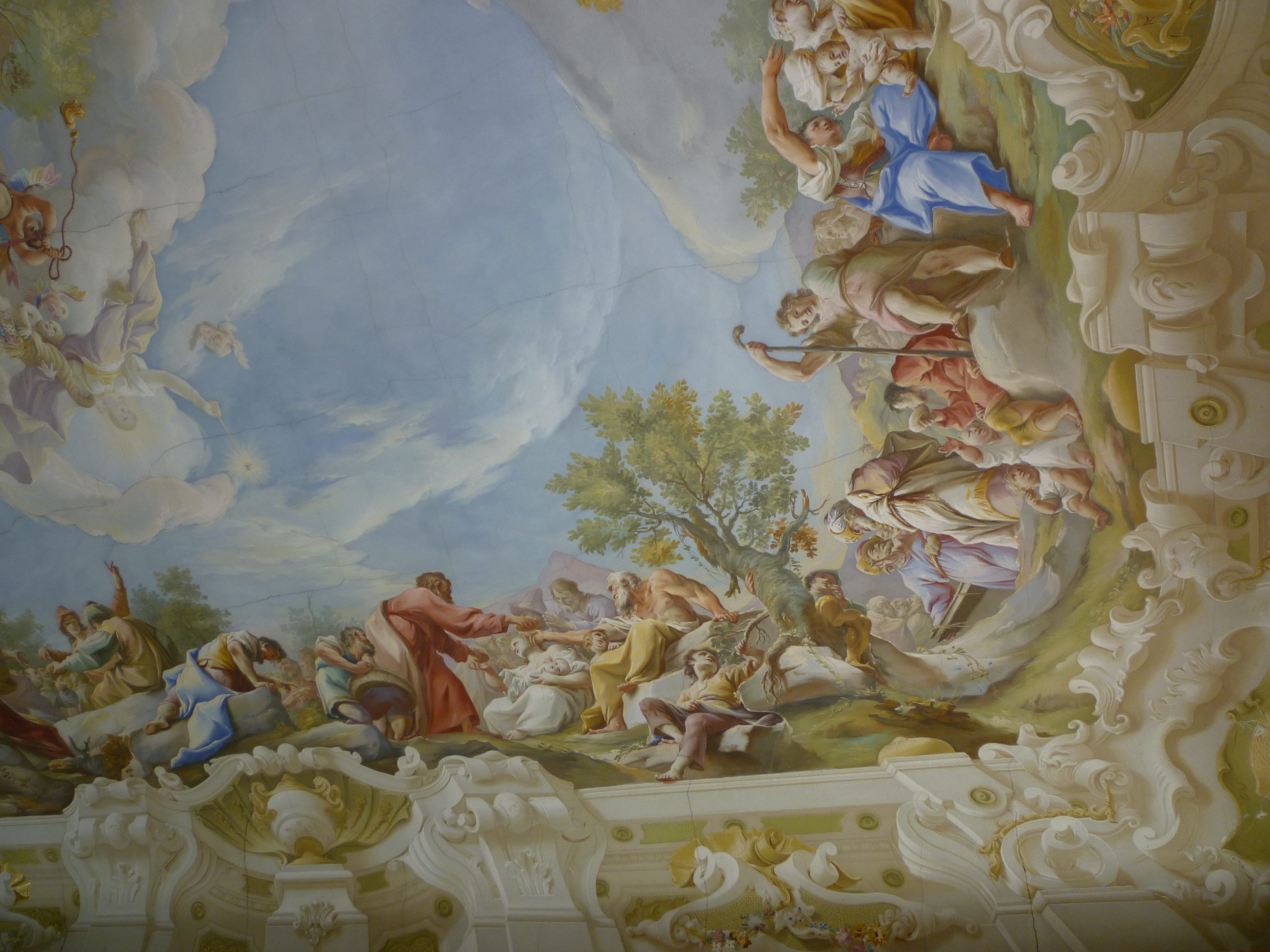
Marmorsaal in Stift Geras (1738)
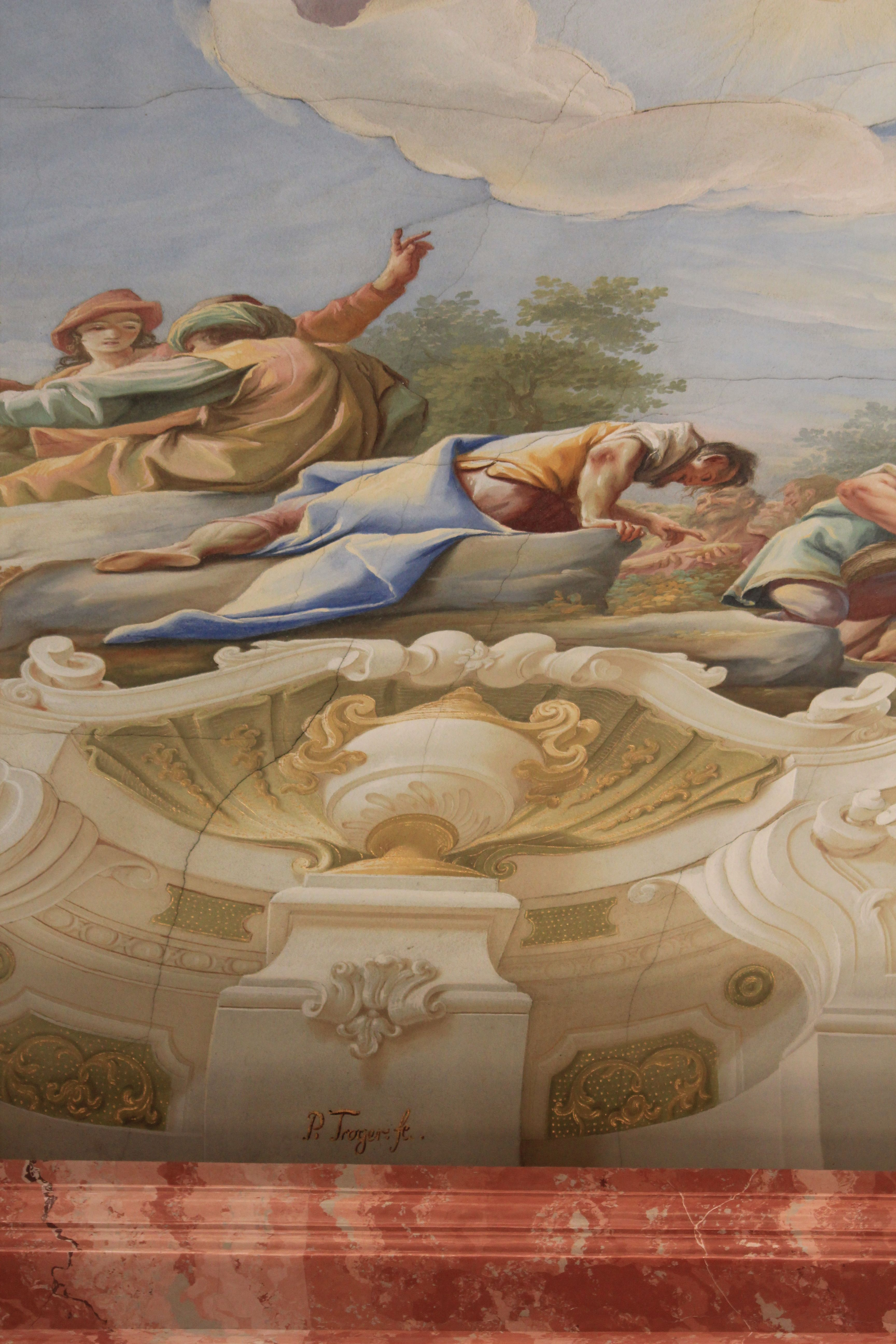
Signatur Trogers im Marmorsaal des Stiftes Geras (1738)
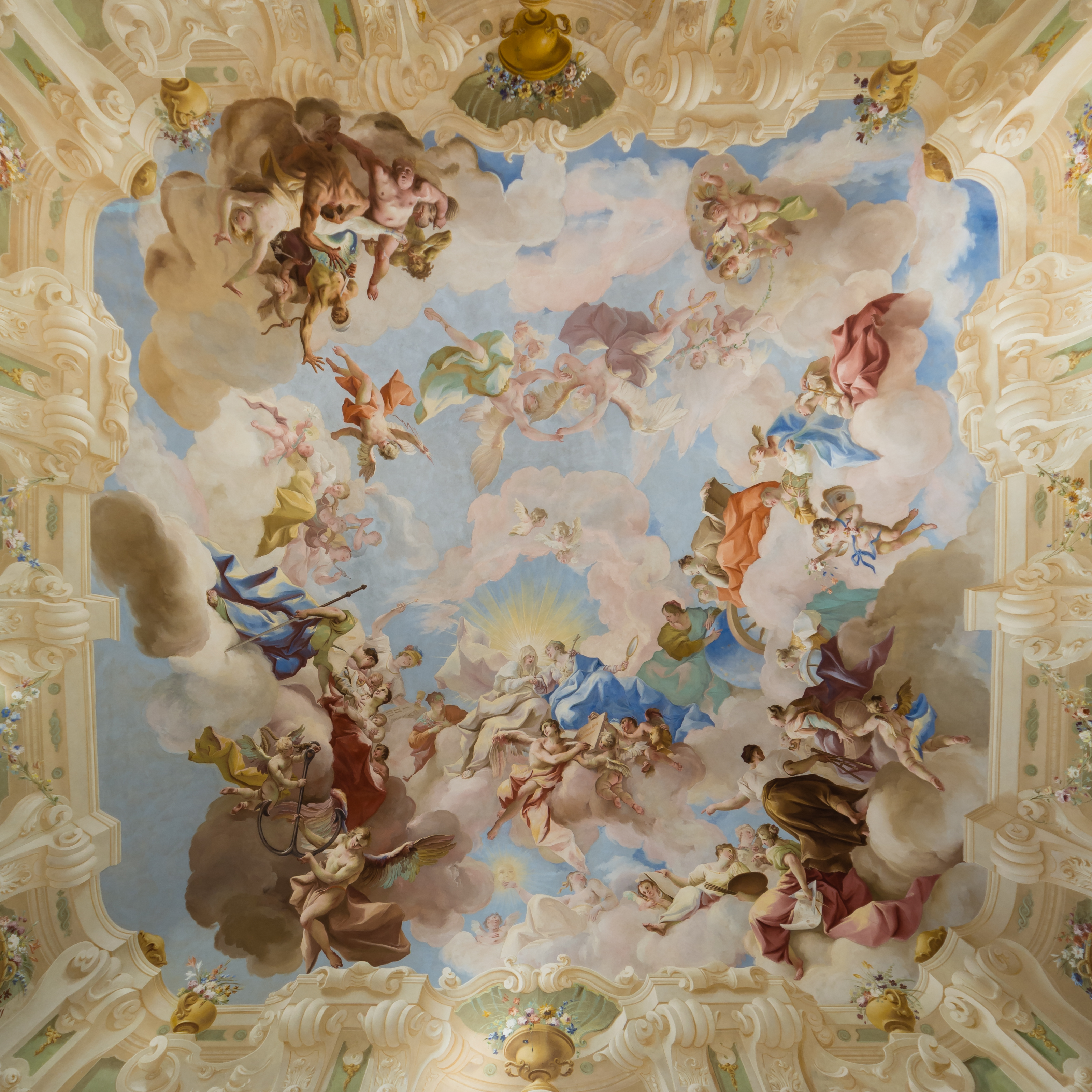
Kaiserstiege in Stift Altenburg (1739)
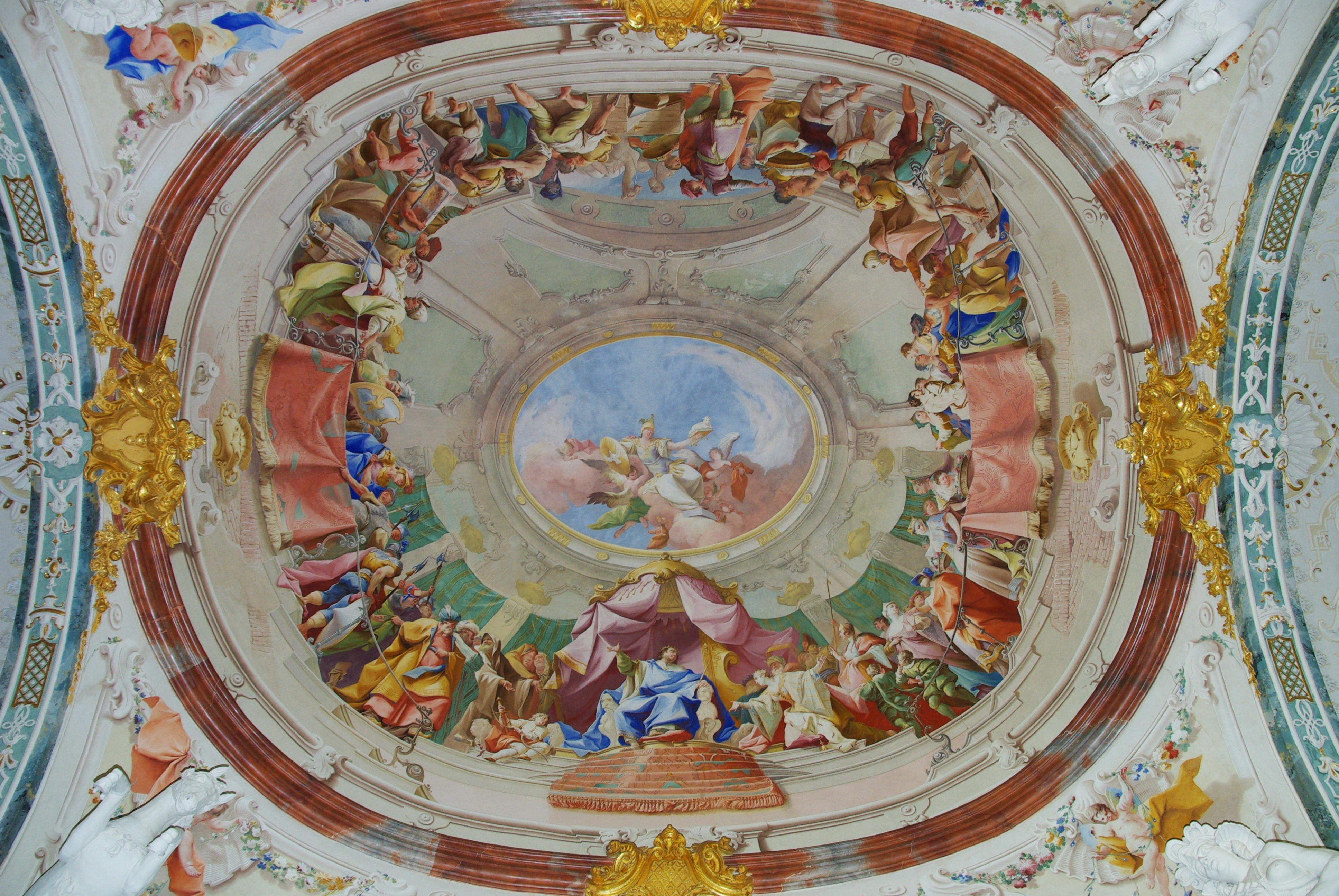
Bibliothek in Stift Altenburg (1742)
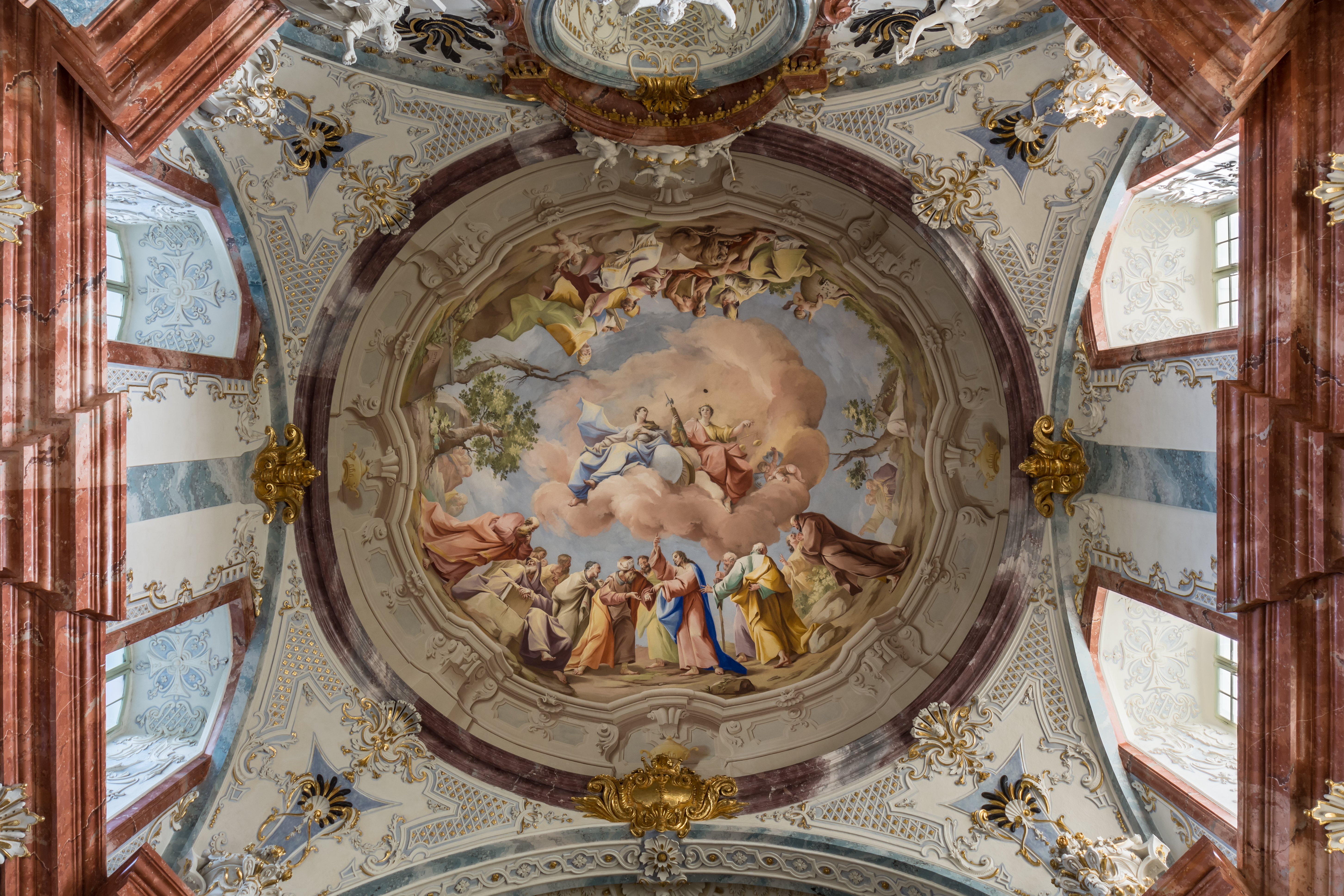
Bibliothek in Stift Altenburg (1742)
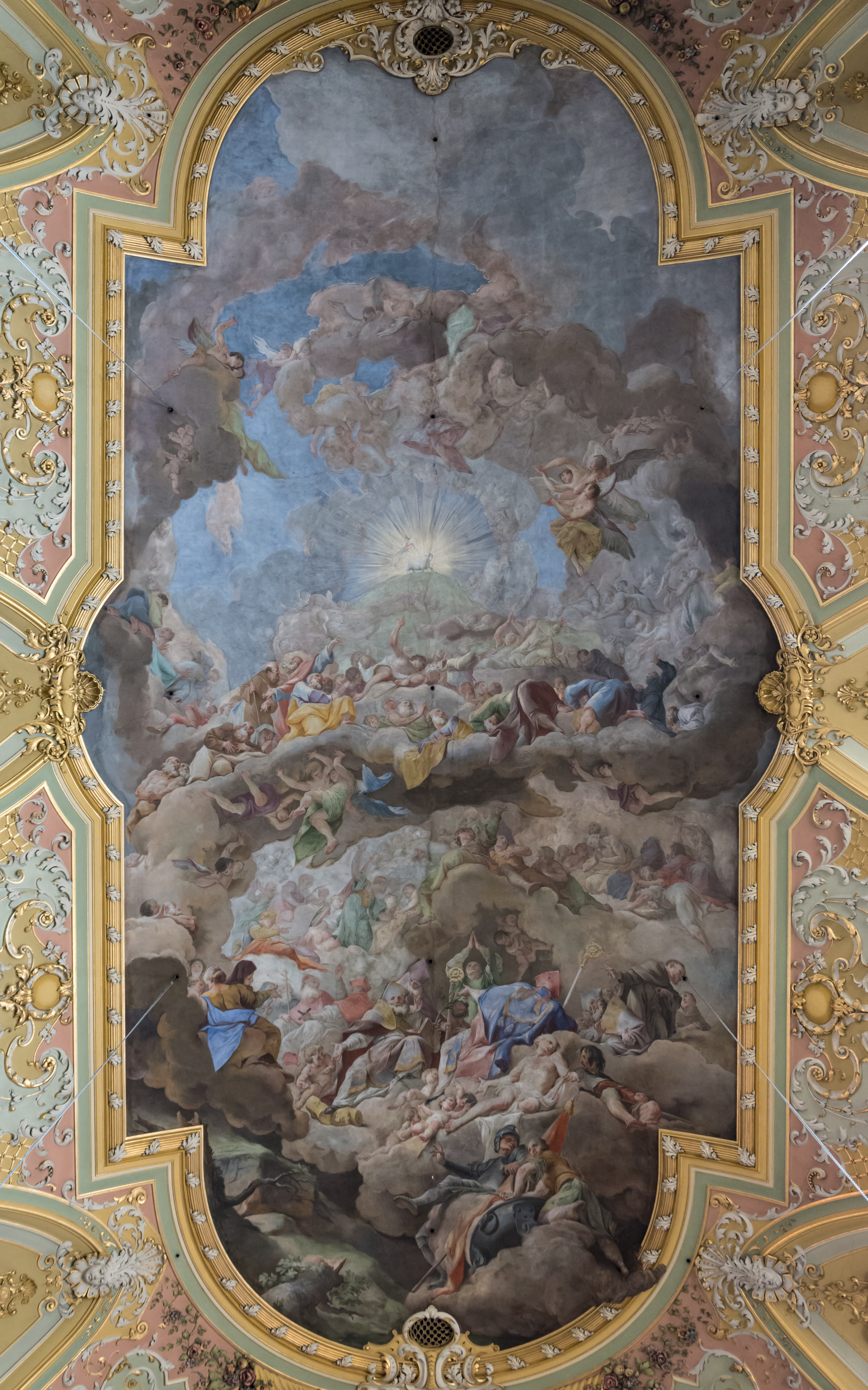
Anbetung des Lammes im Brixner Dom (1748–50)
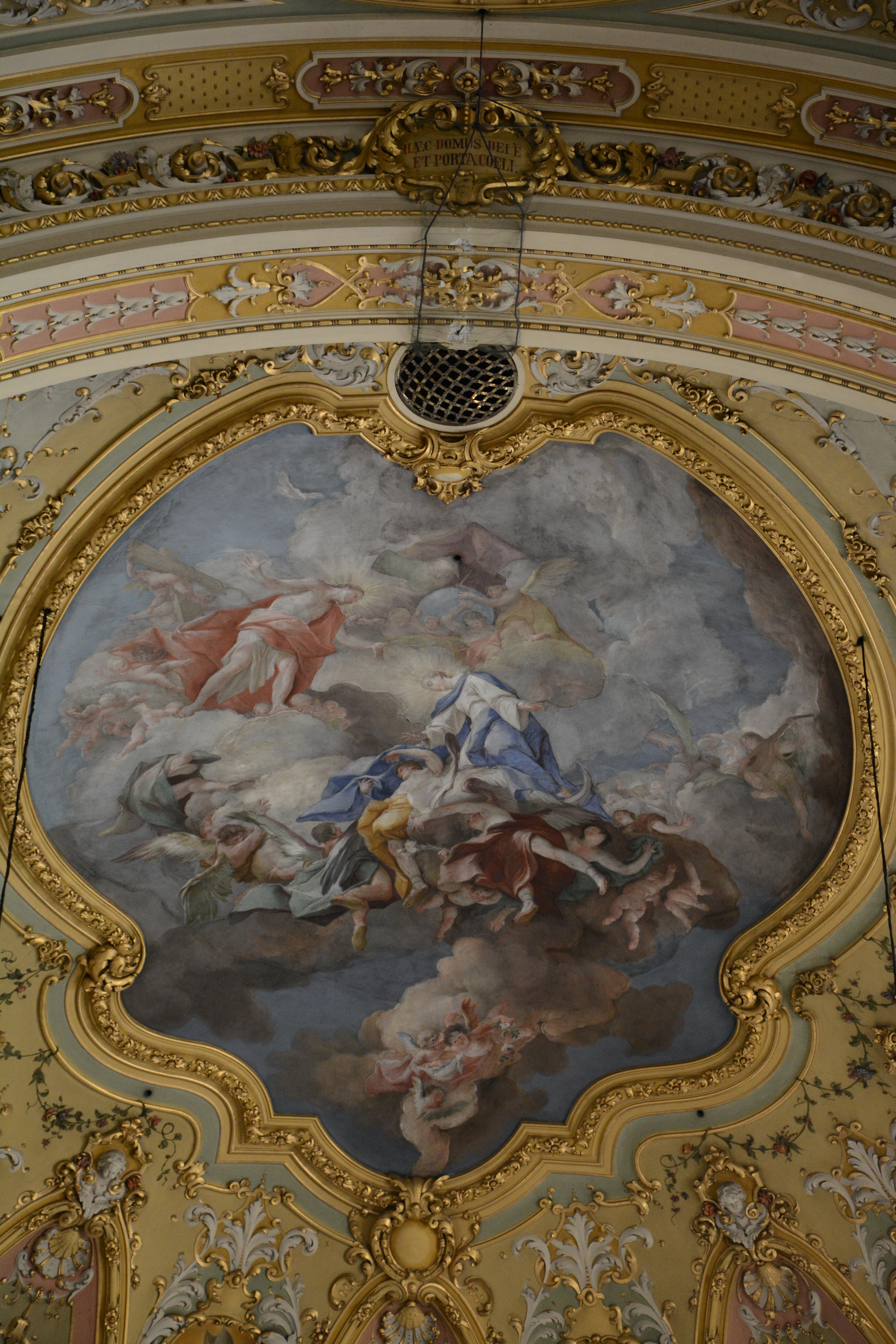
Aufnahme Mariens in den Himmel im Brixner Dom (1748–50)
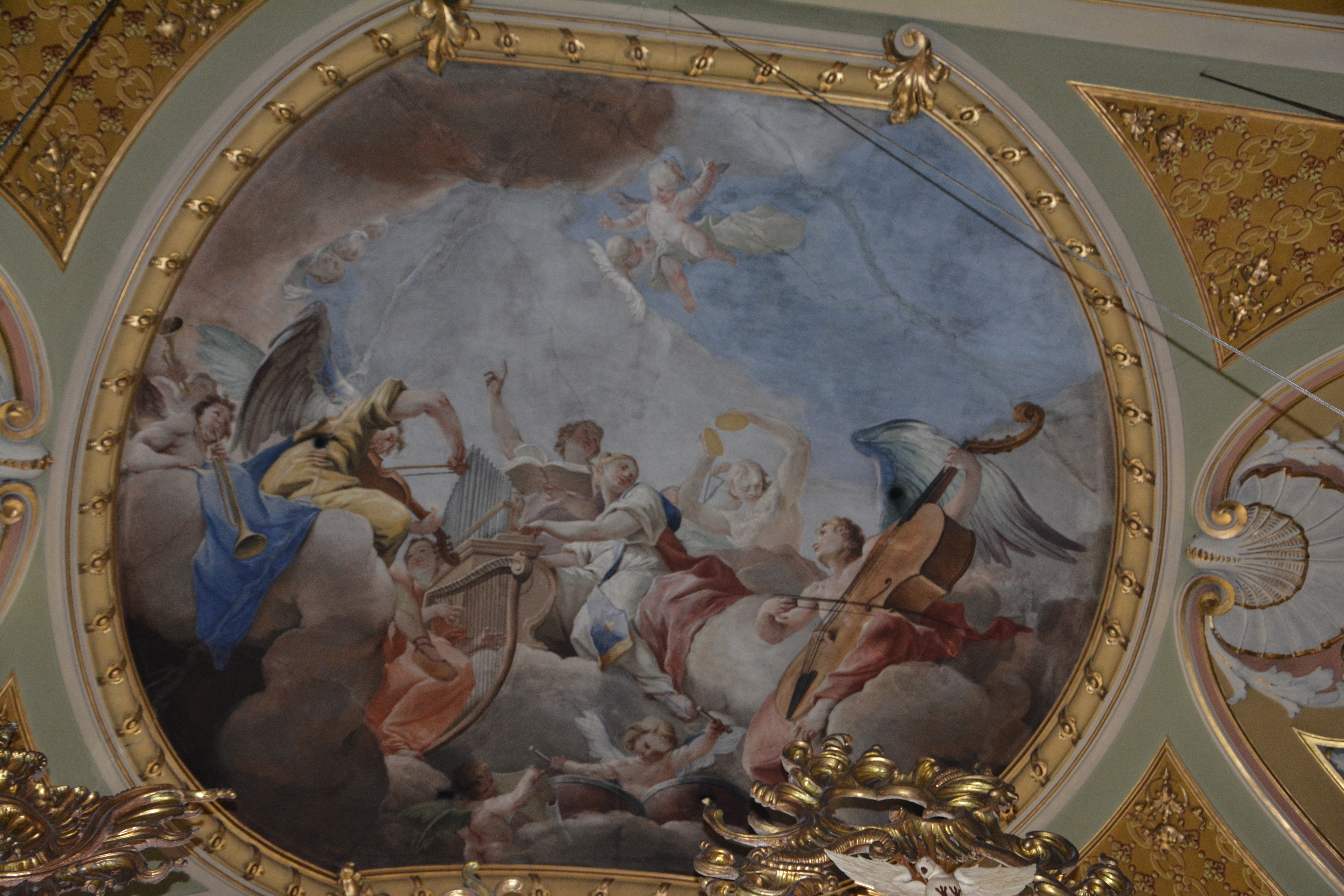
Das Engelskonzert im Brixner Dom (1748–50)
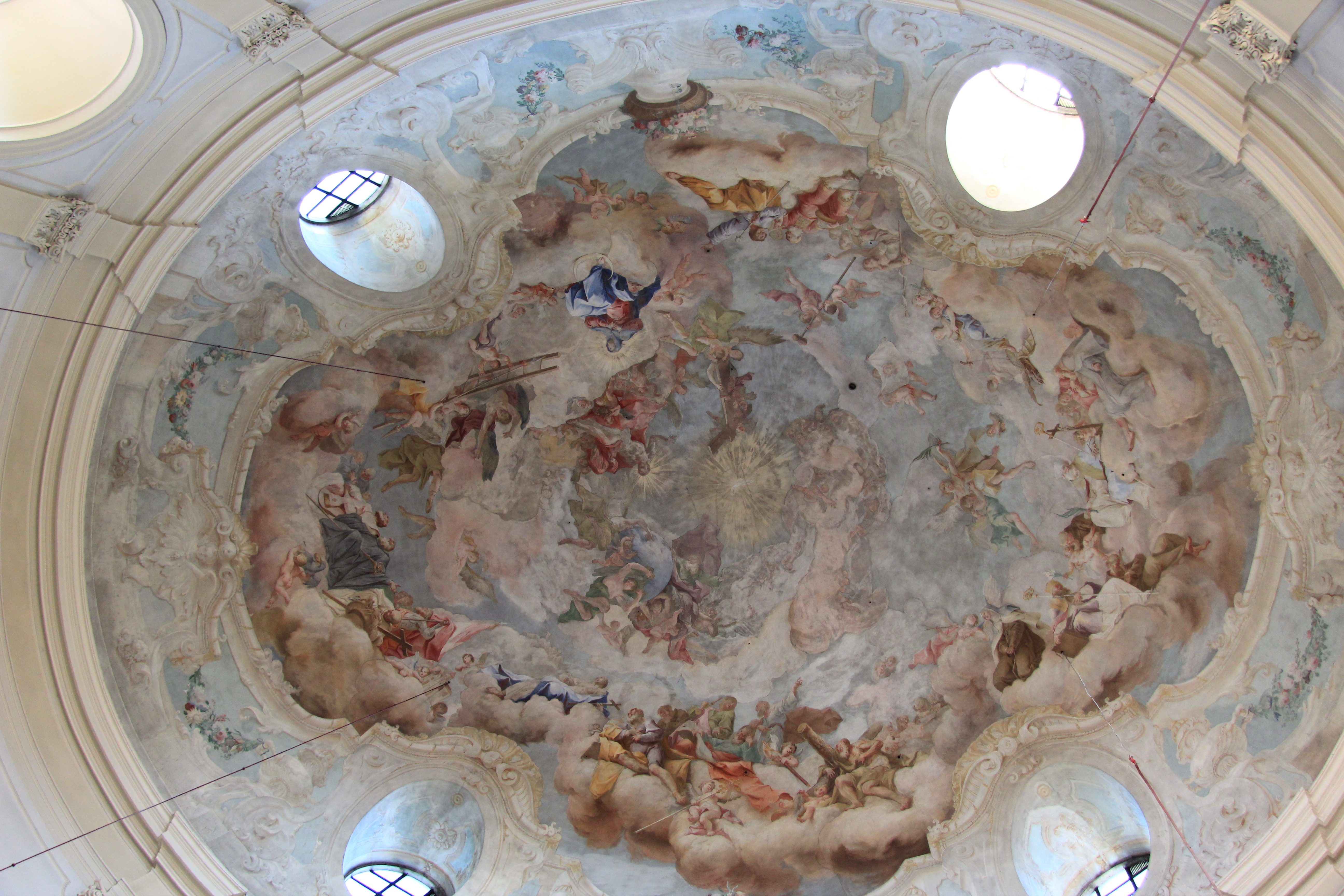
Deckenfresko in Maria Dreieichen (1750–1752)

Altarbilder:
- Kajetanerkirche: Hochaltarbild Hl. Maximilian, 1727
- Welsberg, Pfarrkirche zur Heiligen Margareth: Hochaltarbild mit der Heiligen Margareth und anderen Heiligen; Seitenaltarbilder der Anbetung der Könige (datiert 1737) und der Almosenspende des heiligen Johannes Nepomuk
- Wien, Schlosskapelle Schönbrunn: Hochaltarbild der Vermählung Mariae, ca. 1744
- Salzburg, Bürgerspitalkirche St. Blasius: Seitenaltarbild der Anbetung der Hl. Drei Könige, 1746
- Dommelstadl (Niederbayern), Pfarrkirche Heilige Dreifaltigkeit: Hochaltarbild Heilige Dreifaltigkeit, 1752
- Zistersdorf, Wallfahrtskirche Maria Moos: Hochaltarbild Aufnahme Mariens in den Himmel, 1753

Gemälde
- Hl. Büßer (Kg. Manasse, Hl. Wilhelm, Maria aus Magdala, Maria von Ägypten), Bilderzyklus in der Kajetanerkirche
- Joachim und Anna, um 1730, Öl auf Leinwand, 123 × 97 cm, Belvedere, Wien
- Die wunderbare Brotvermehrung, um 1731, Öl auf Leinwand, 64 × 95 cm, Belvedere, Wien
- Die Geburt Christi, um 1735, Ol auf Leinwand, Bischöfliches Palais, Klagenfurt
- Der heilige Bernhard von Clairvaux, um 1735, Öl auf Leinwand, Bischöfliches Palais, Klagenfurt
- Der Apostel Andreas, um 1738, Öl auf Leinwand, 123 × 93 cm, Belvedere, Wien
- Allegorie auf die Unbefleckte Empfängnis Mariae, um 1740/1750, Öl auf Leinwand, 51 × 53 cm, Belvedere, Wien
- Der heilige Josef, um 1740, Basilika Maria Loreto, St. Andrä im Lavanttal
- Der Sturz des Magiers Simon, um 1743, Öl auf Leinwand, 75,5 × 51,5 cm, Belvedere, Wien
- Der heilige Sebastian und die Frauen, um 1746, Öl auf Leinwand, 60 × 37 cm, Belvedere, Wien
- Die Verkündigung an Maria, um 1747, Öl auf Leinwand, 85,5 × 52 cm, Belvedere, Wien
- Die Anbetung des Lammes durch die 24 Ältesten, um 1748/1750, Öl auf Leinwand, 101 × 64 cm, Belvedere, Wien
- Der heilige Xaver unter den Pestkranken in Goa, um 1749/1750, Öl auf Leinwand, 75 × 60 cm, Belvedere, Wien
- Christus am Ölberg, um 1750, Öl auf Leinwand, 241 × 157 cm, Belvedere, Wien
- Moses bringt das Gesetz vom Berge Sinai, um 1750, Ölgrisaille auf Papier, auf Karton aufgezogen, 43 × 31 cm, Belvedere, Wien
- Maria mit dem Kind, um 1750/1760 (?), Öl auf Leinwand, 51 × 41 cm, Belvedere, Wien
- Die Marter des heiligen Cassian, um 1751/1753, Öl auf Leinwand, 75 × 45 cm, Belvedere, Wien
- Krönung Mariens, um 1760, Öl auf Leinwand, 100 × 74 cm, Belvedere, Wien

Werke von Paul Troger im Belvedere
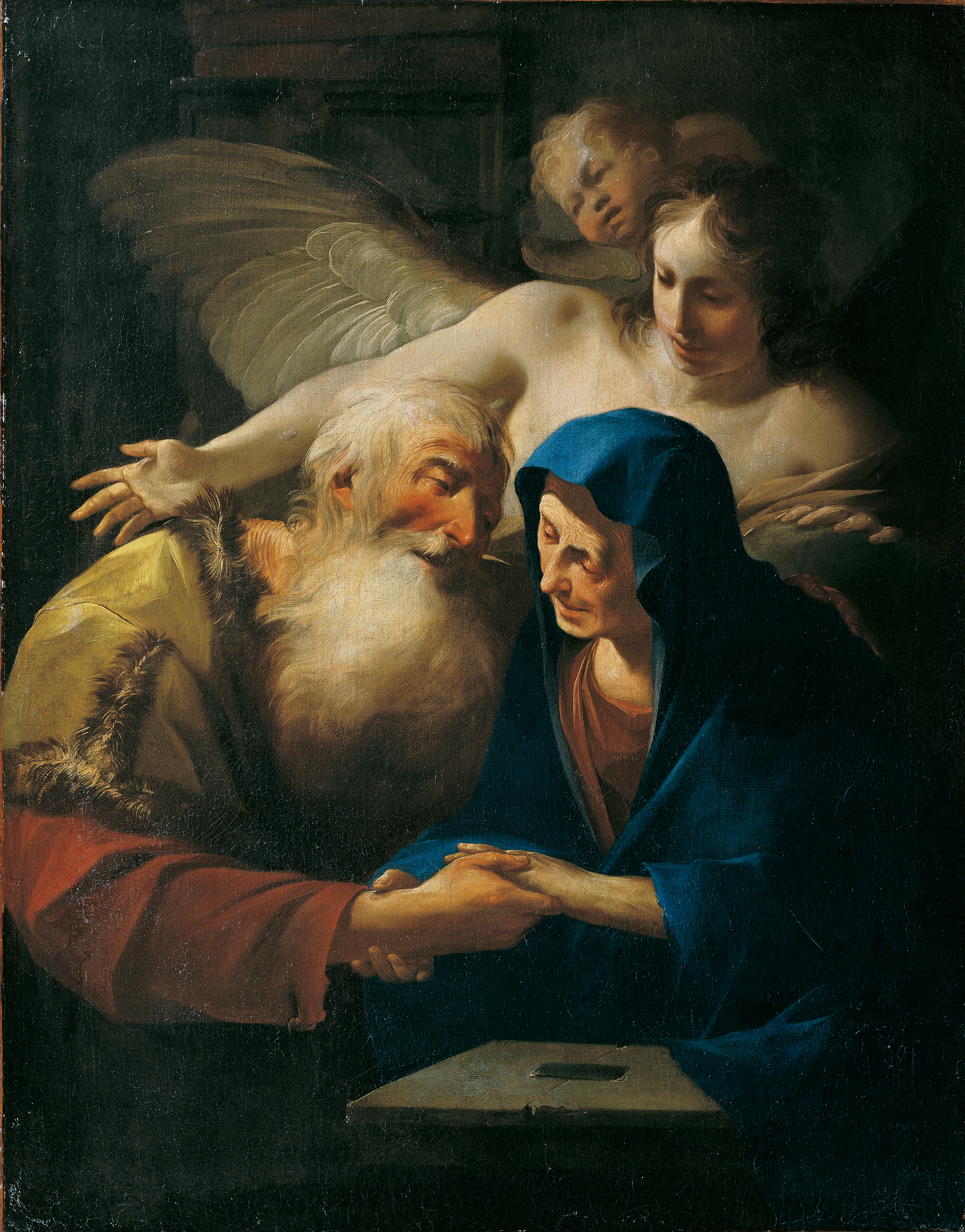
Joachim und Anna, um 1730
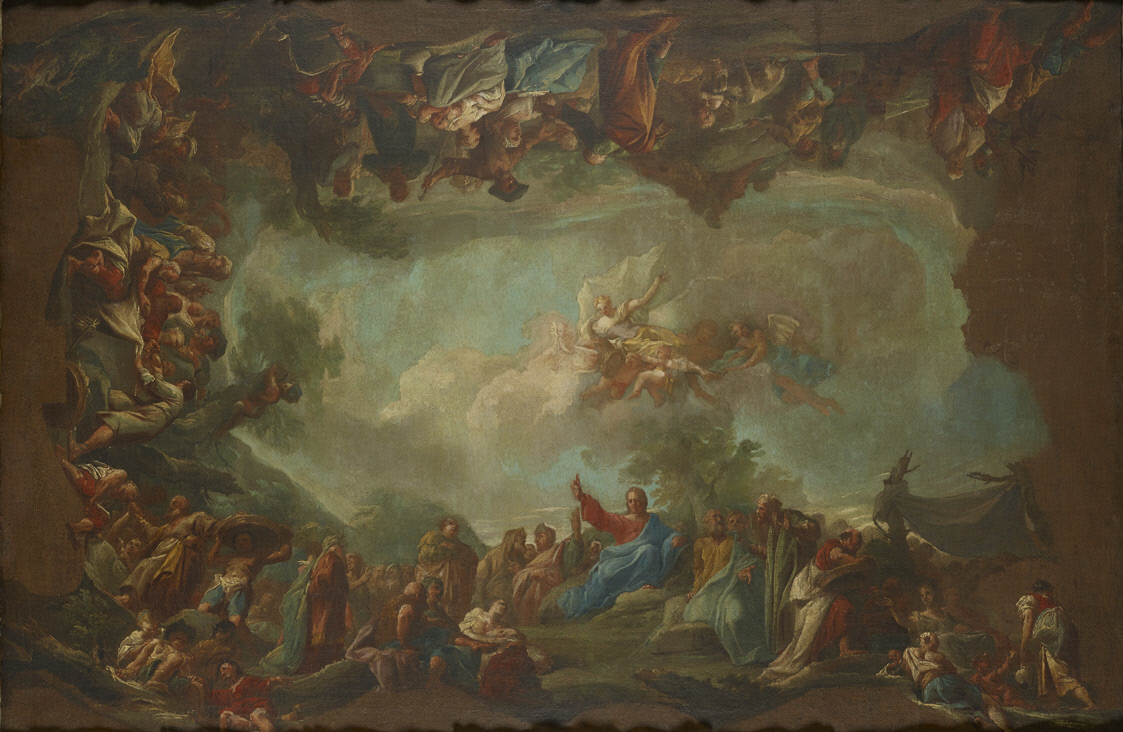
Die wunderbare Brotvermehrung, um 1731
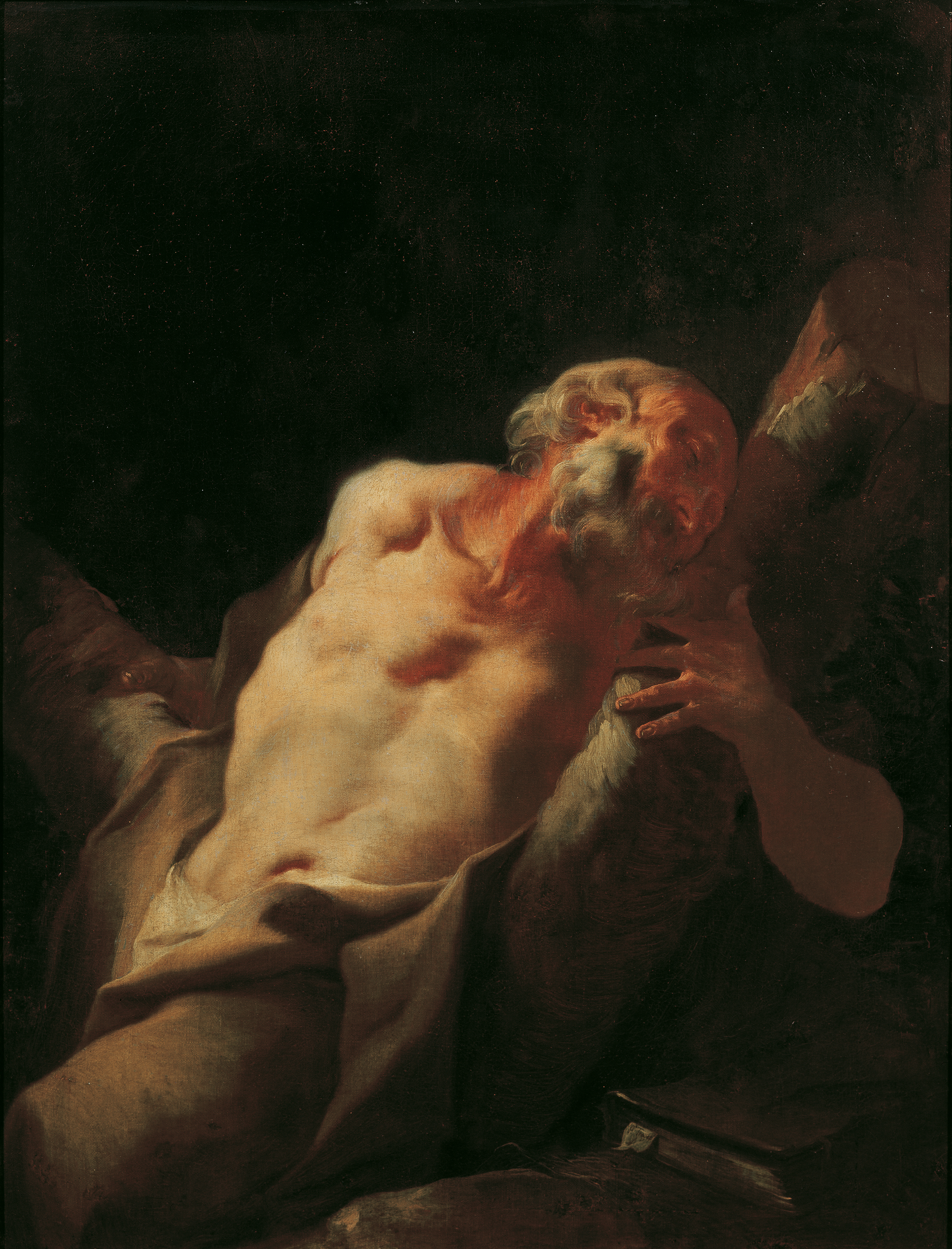
Der Apostel Andreas, um 1738
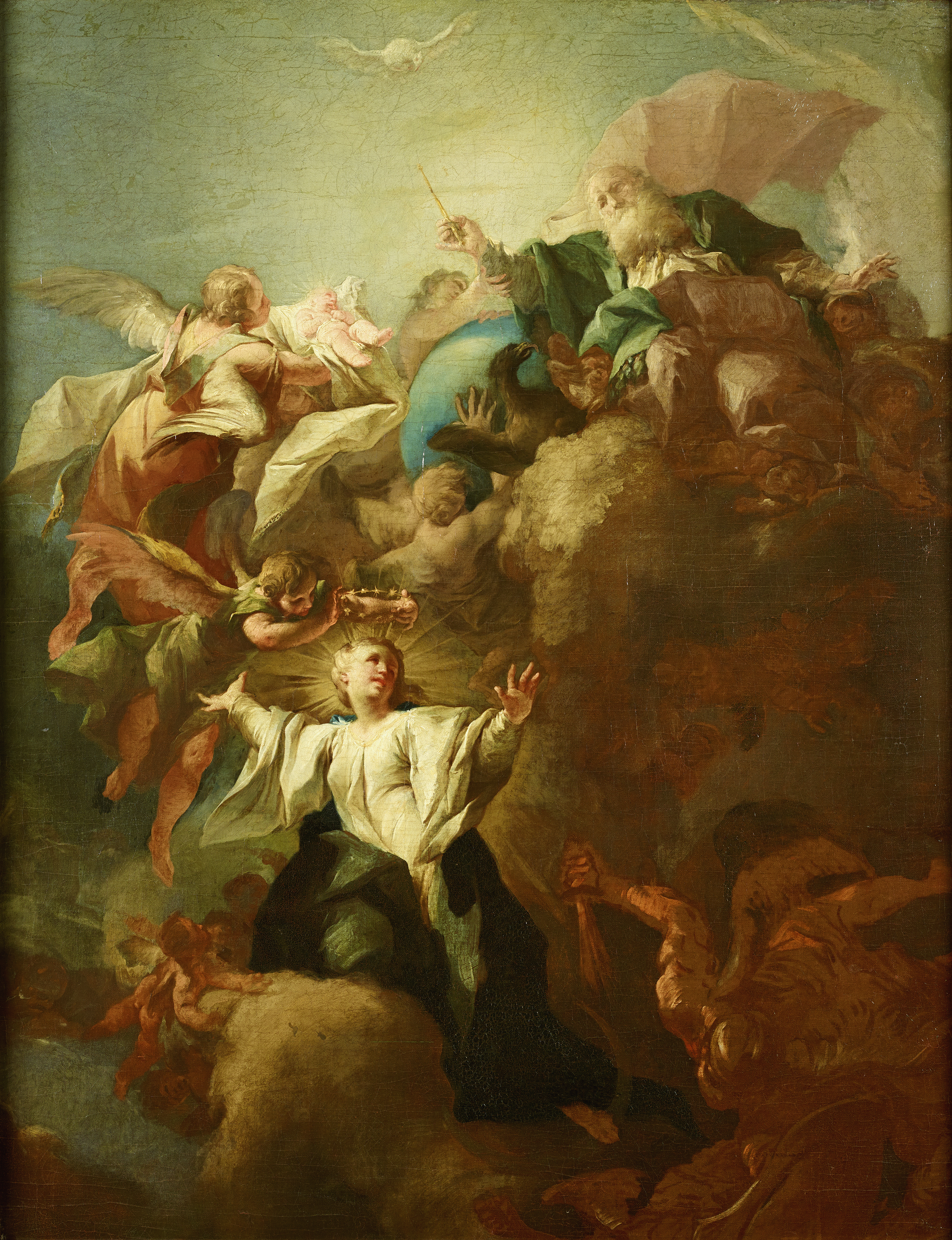
Allegorie auf die Unbefleckte Empfängnis Mariae, um 1740/1750
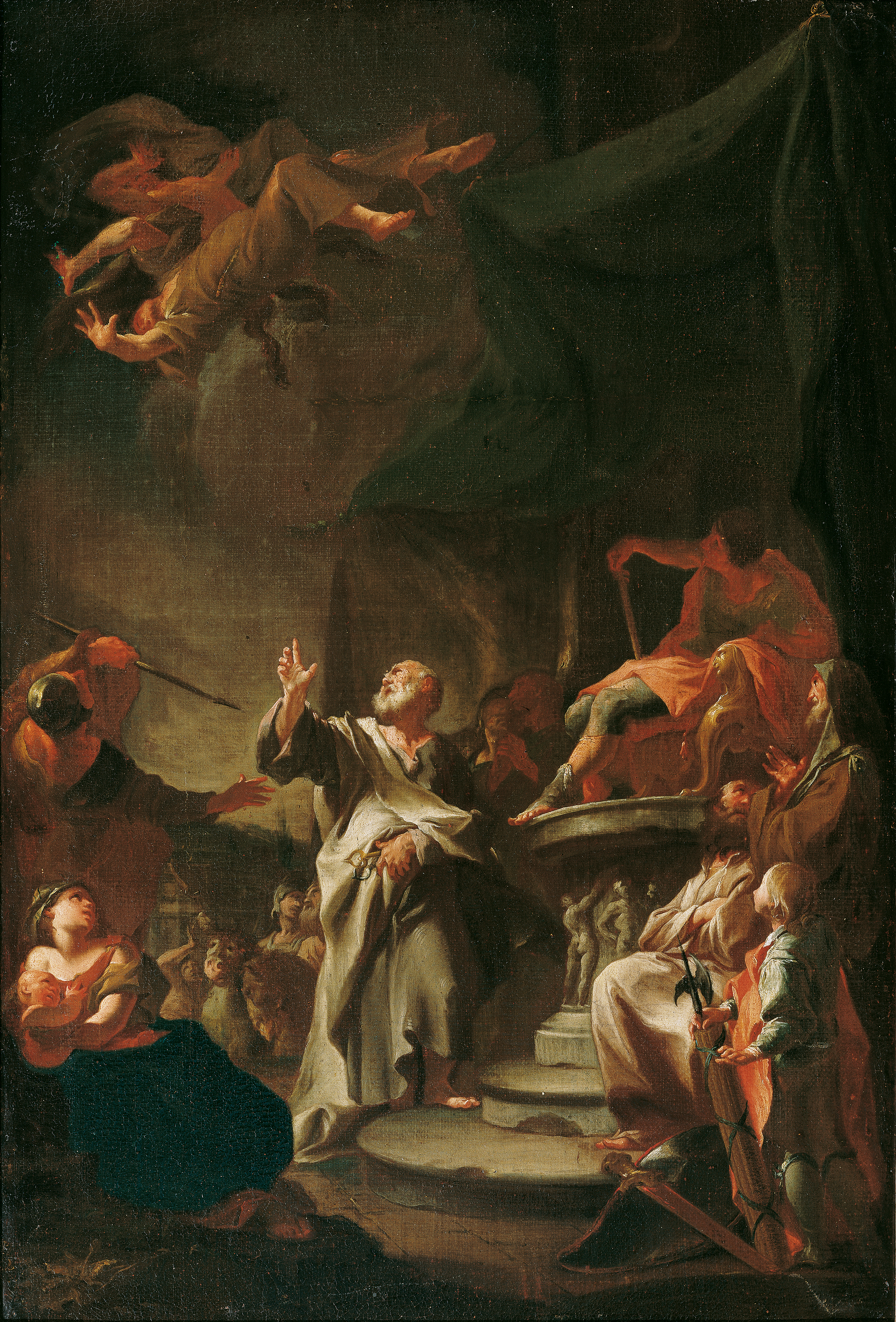
Der Sturz des Magiers Simon, um 1743
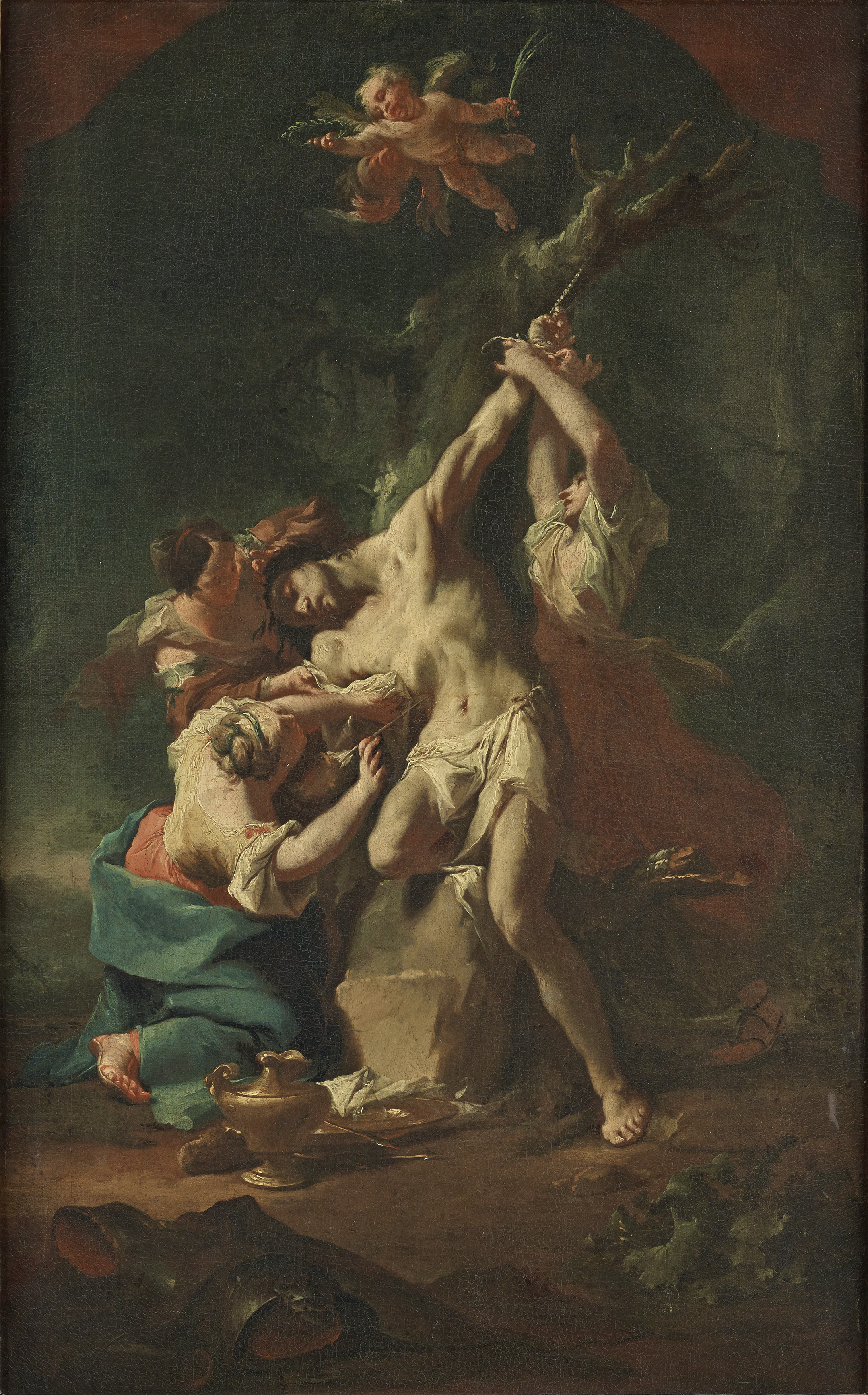
Der heilige Sebastian und die Frauen, um 1746
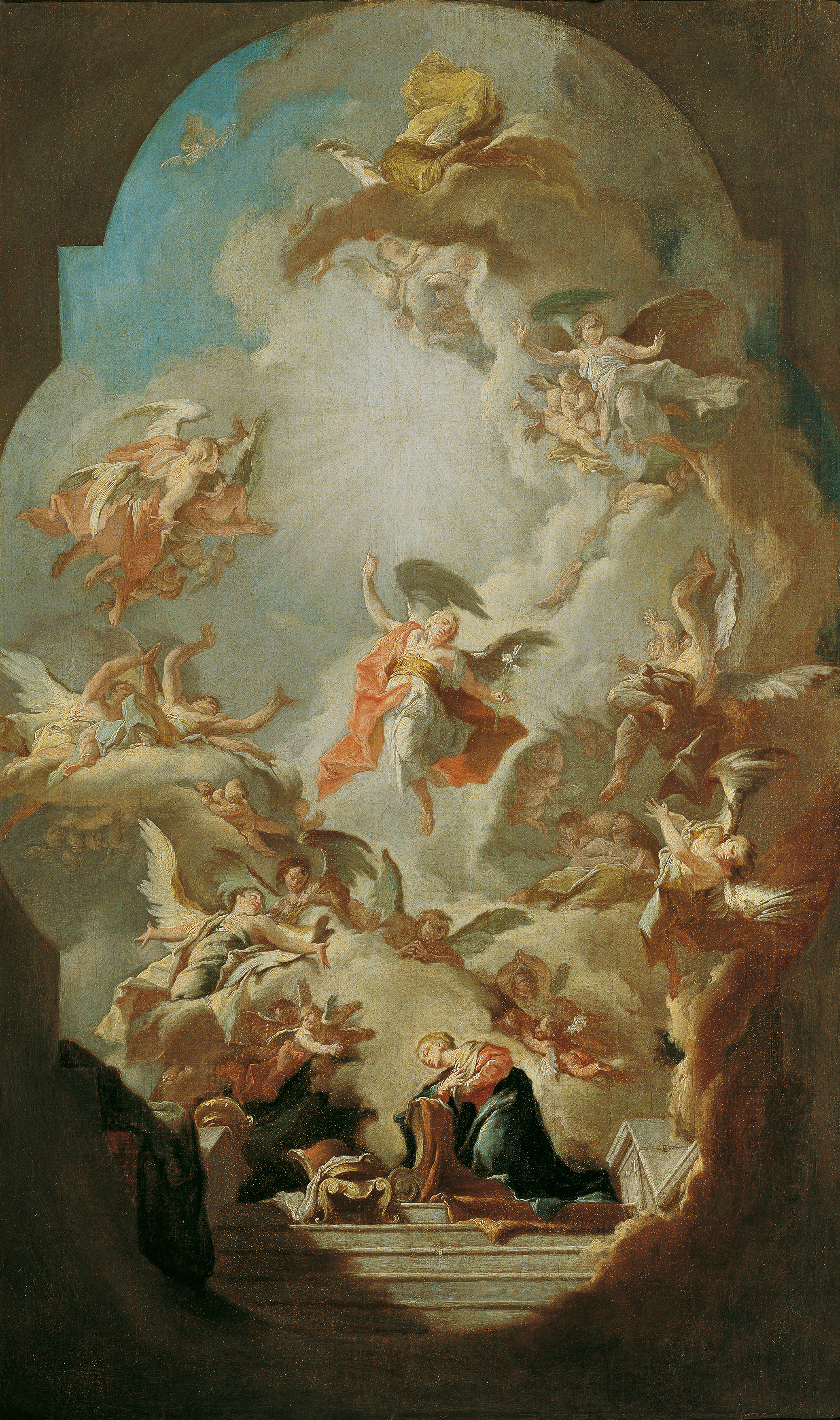
Die Verkündigung an Maria, um 1747
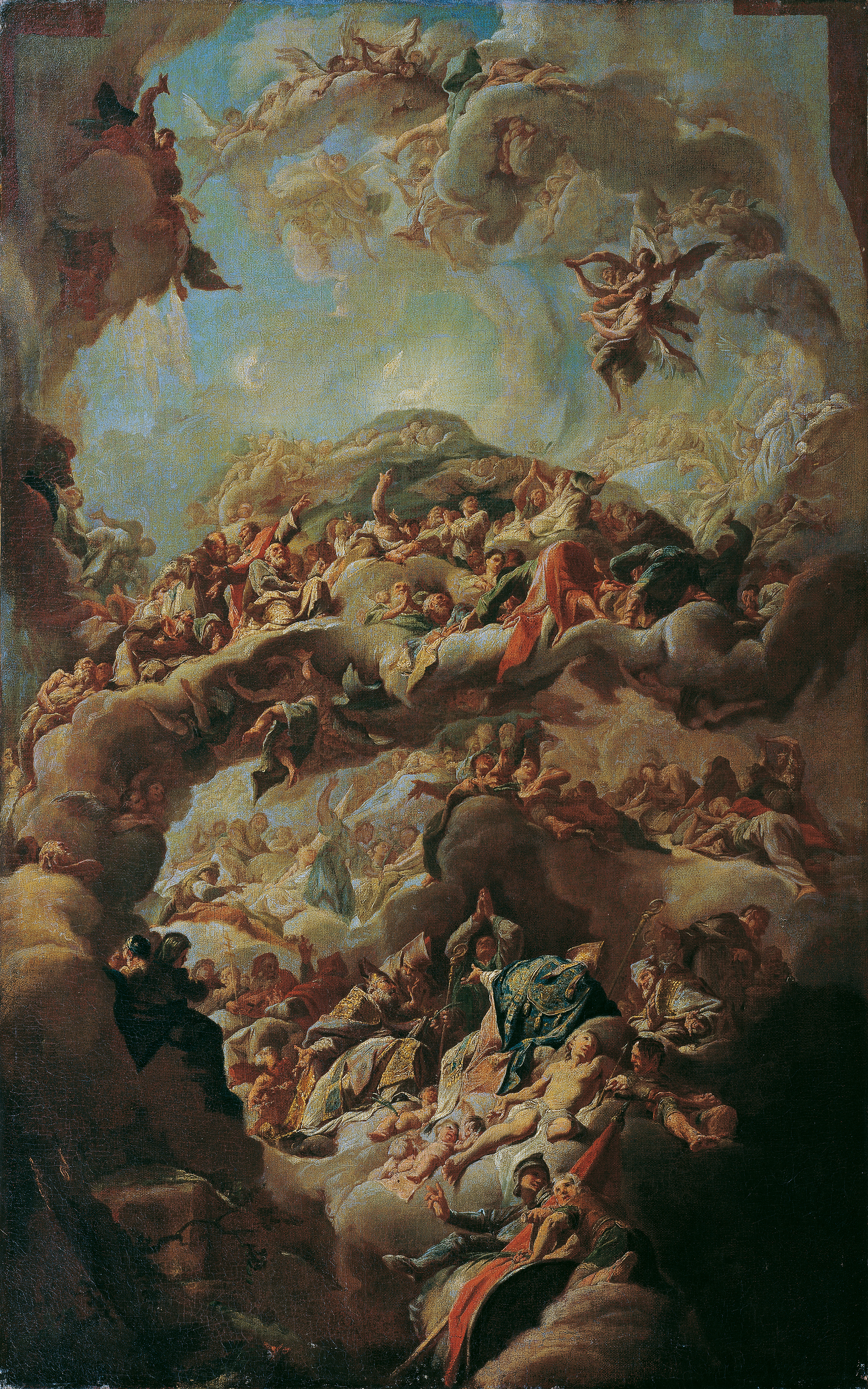
Die Anbetung des Lammes durch die 24 Ältesten, um 1748/1750
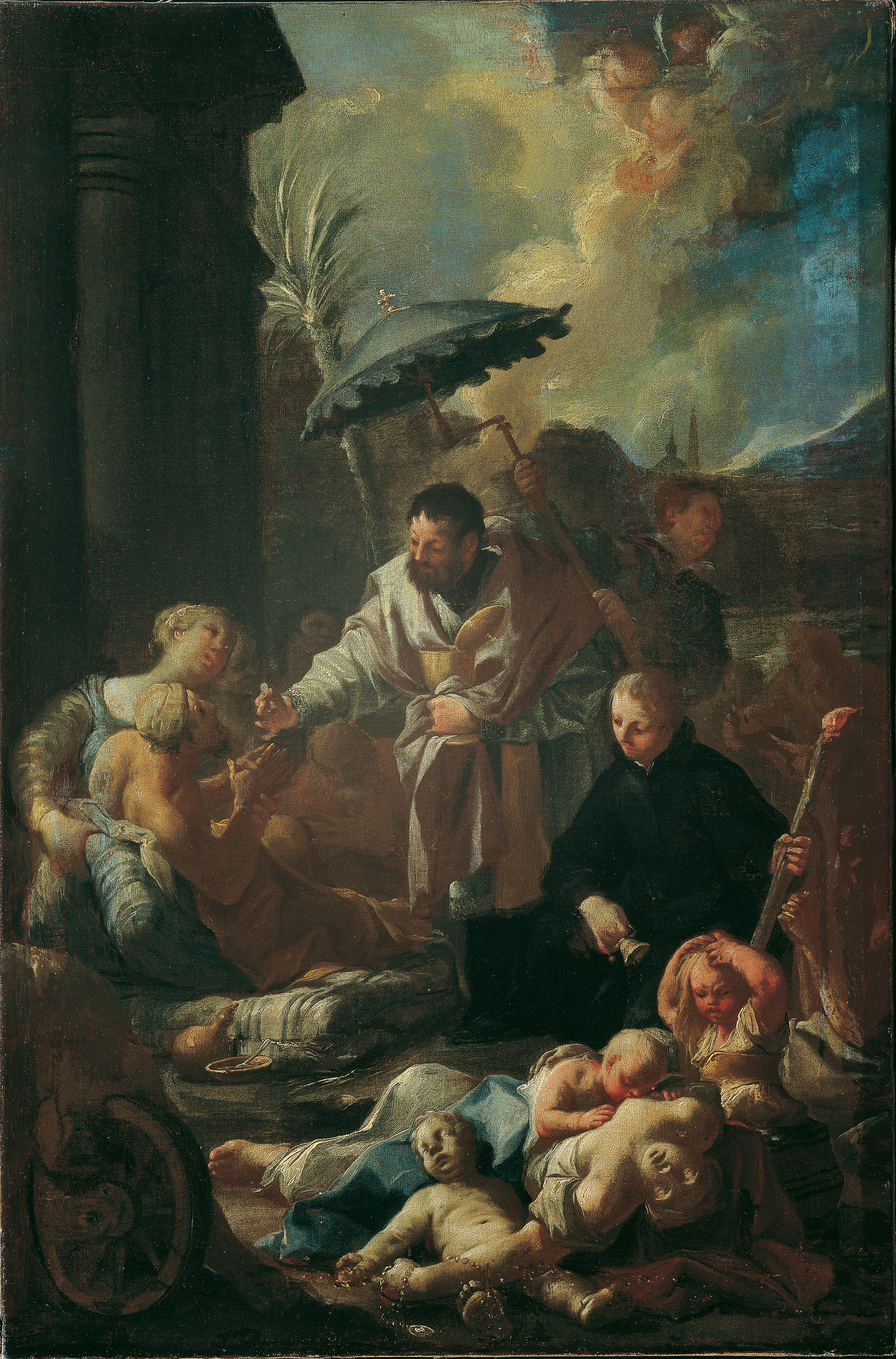
Der heilige Xaver unter den Pestkranken in Goa, um 1749/1750
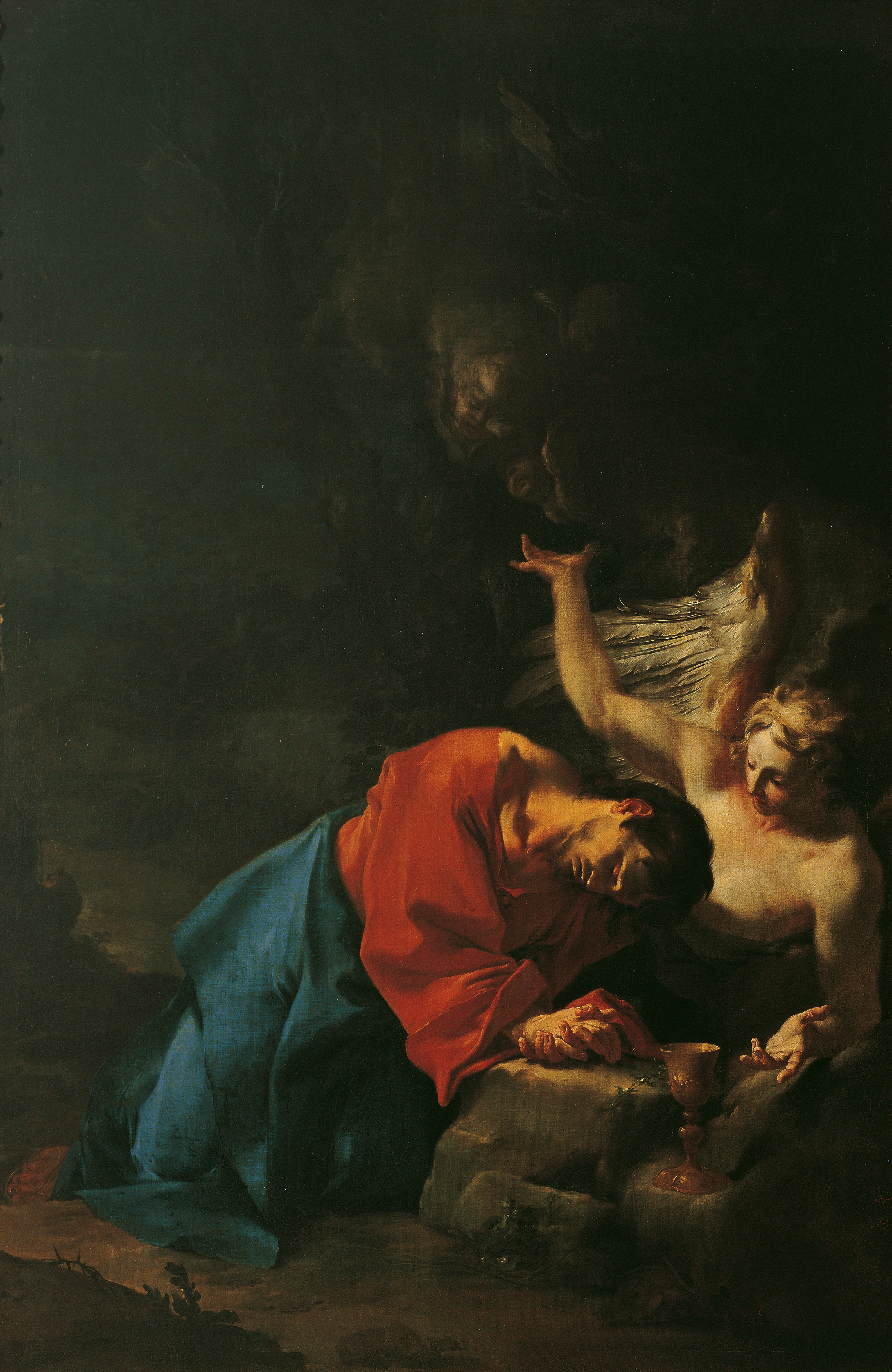
Christus am Ölberg, um 1750
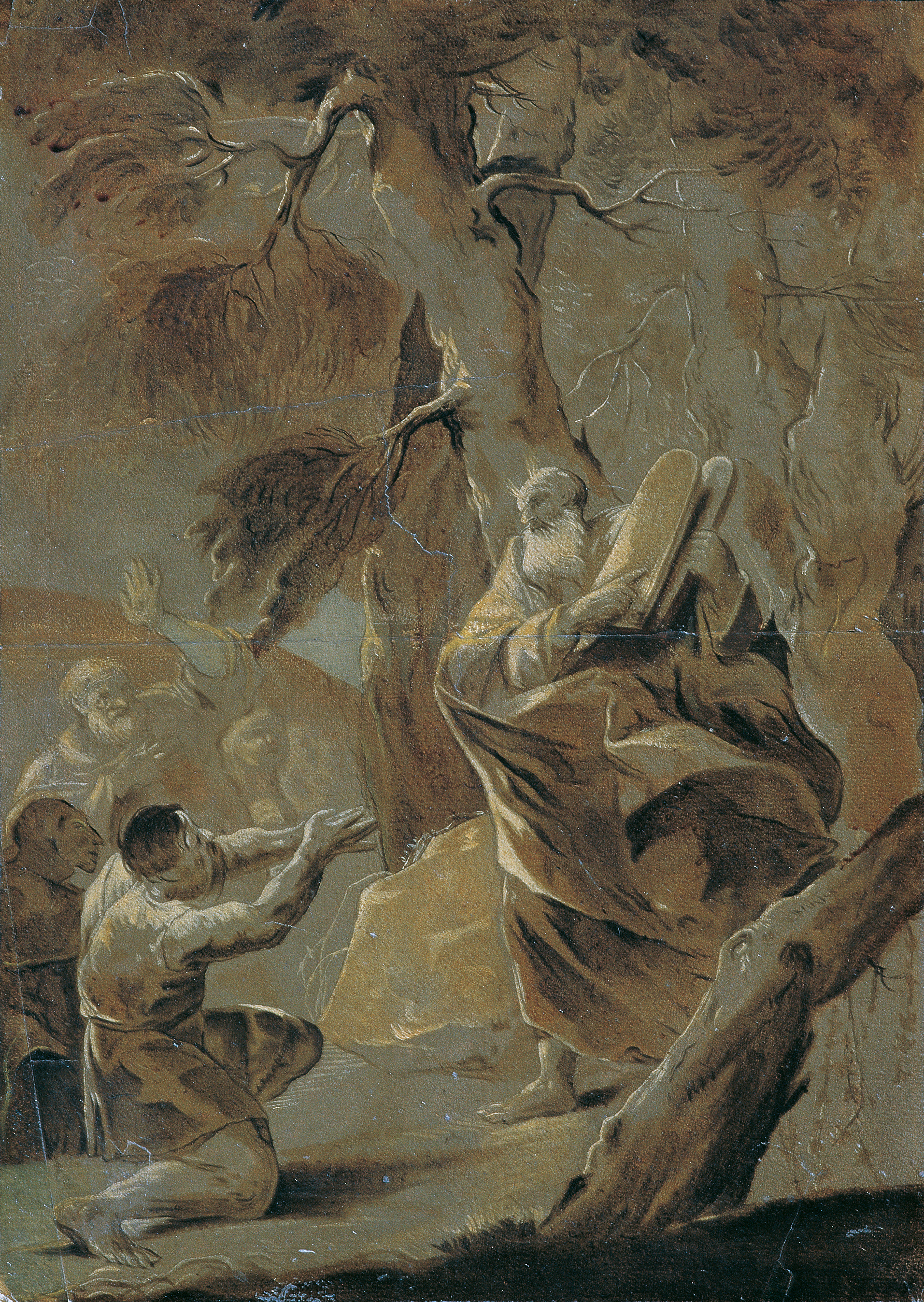
Moses bringt das Gesetz vom Berge Sinai, um 1750
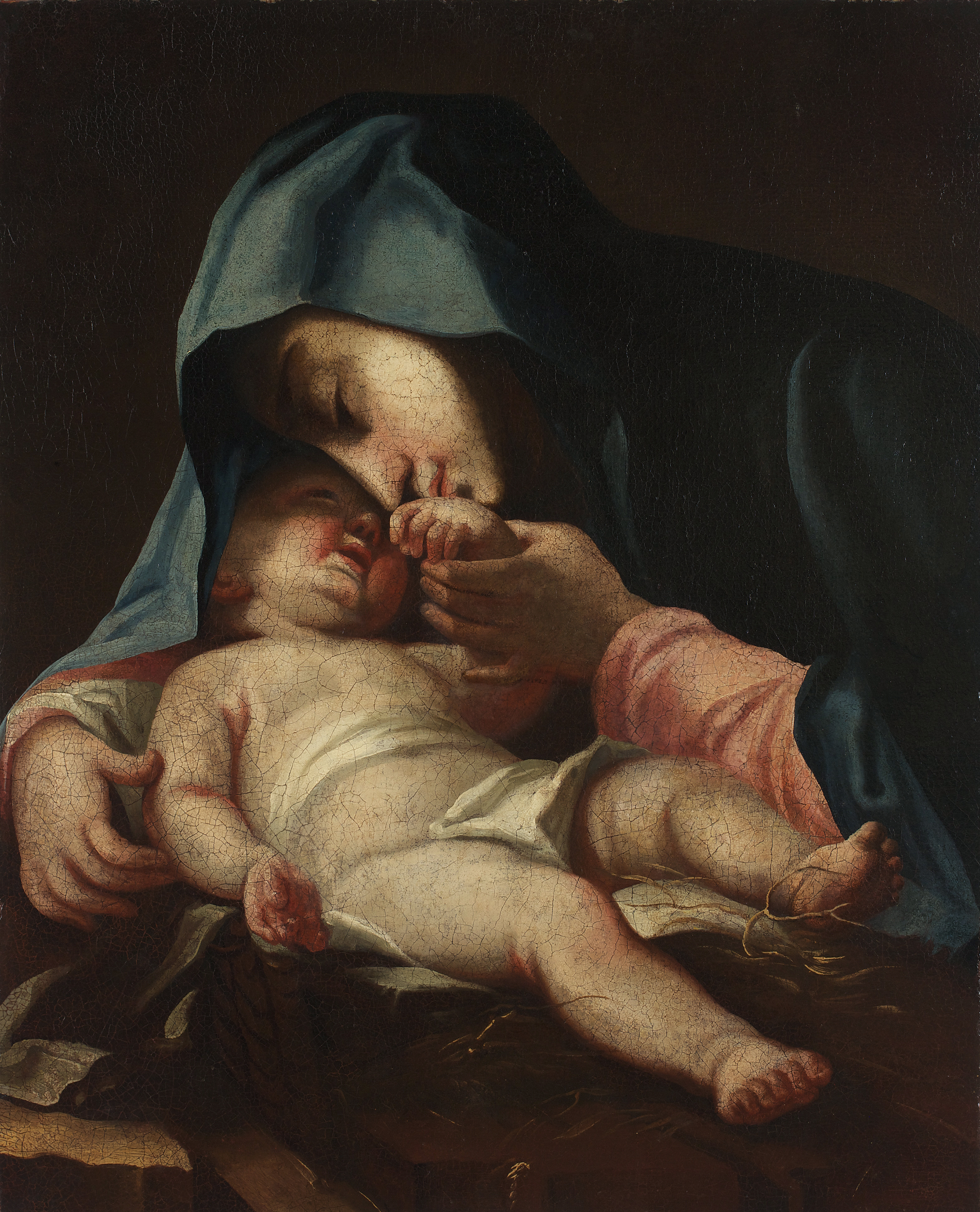
Maria mit dem Kind, um 1750/1760 (?)
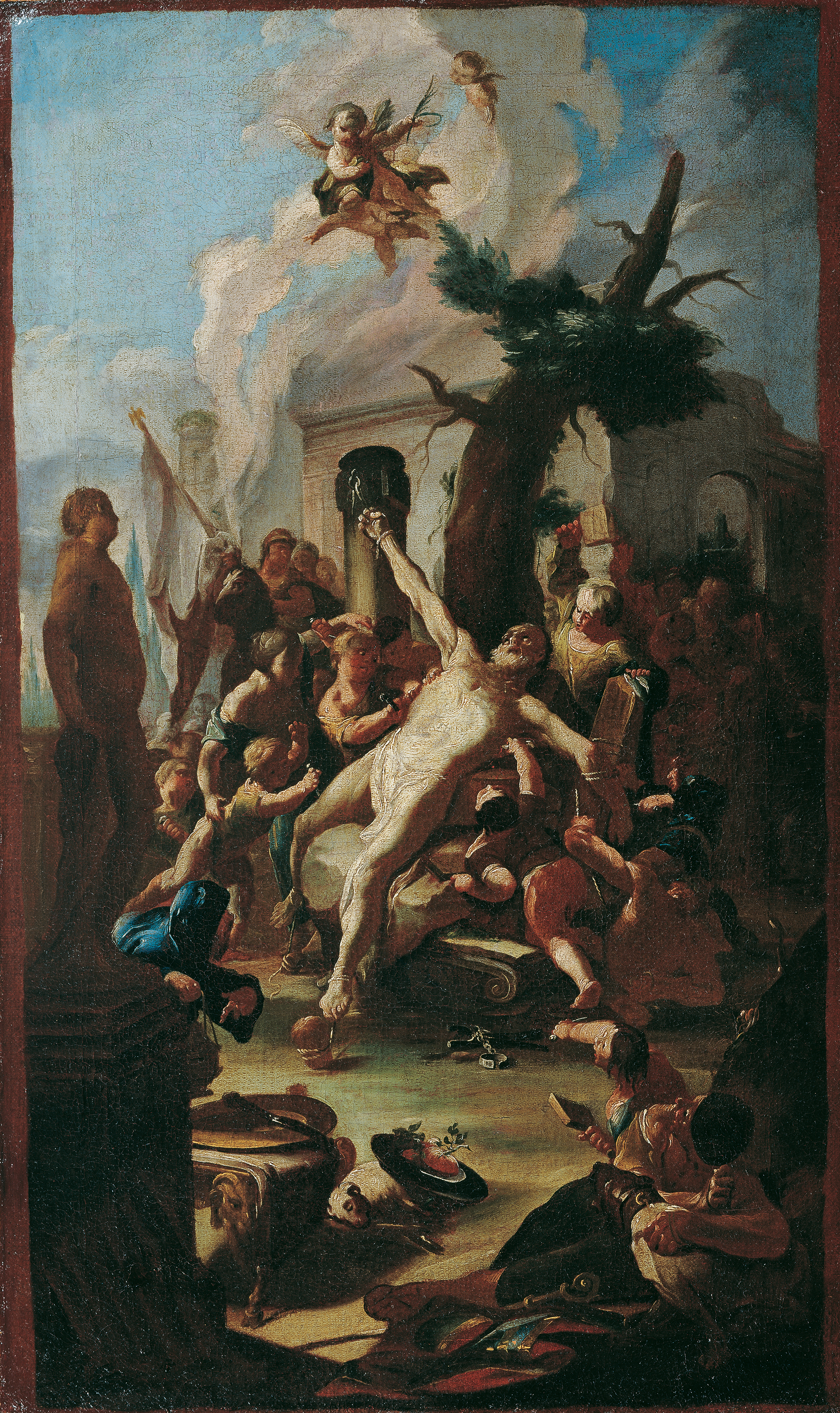
Die Marter des heiligen Cassian, um 1751/1753
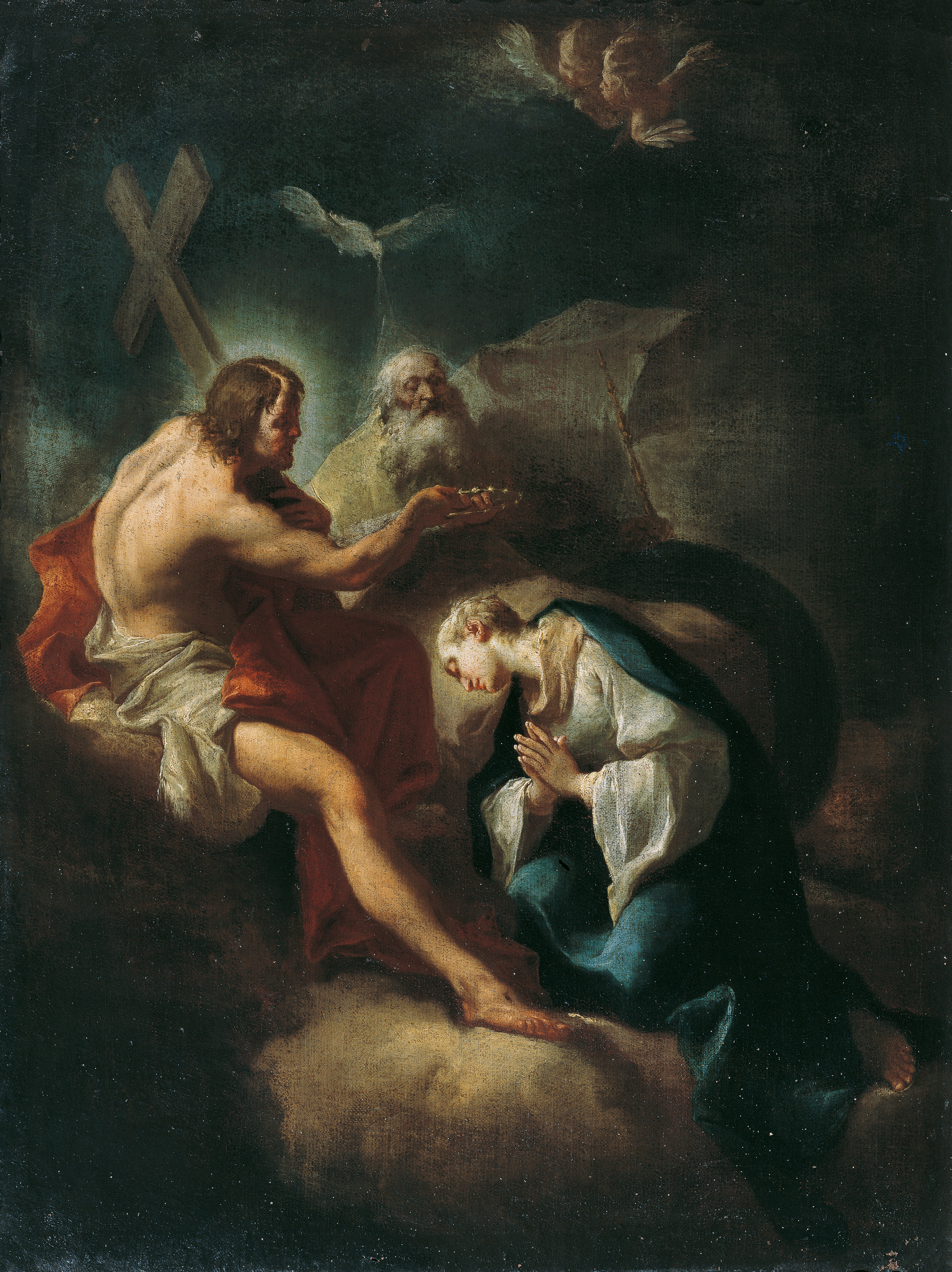
Krönung Mariens, um 1760